# جیمز ناکس پولک
جیمز ناکس پولک (به انگلیسی: James Knox Polk) (۲ نوامبر ۱۷۹۵ – ۱۵ ژوئن ۱۸۴۹) یک وکیل و سیاستمدار آمریکایی است که از سال ۱۸۴۵ تا ۱۸۴۹ به عنوان یازدهمین رئیس‌جمهور ایالات متحده آمریکا خدمت کرد. او پیشتر از سال ۱۸۳۵ تا ۱۸۳۹ سیزدهمین رئیس مجلس نمایندگان بوده و از سال ۱۸۳۹ تا ۱۸۴۱ به عنوان فرماندار تنسی فعالیت می‌کرده است. او که تحت حمایت اندرو جکسون بود، یکی از از اعضای حزب دموکرات و از مدافعان دموکراسی جکسونی بود. پولک عمدتاً به دلیل گسترش قلمرو ایالات متحده از طریق جنگ آمریکا و مکزیک شناخته شده است.

## اوایل زندگی
جیمز ناکس پولک در ۲ نوامبر ۱۷۹۵ در یک کلبه چوبی در پاینویل، کارولینای شمالی متولد شد. او اولین فرزند از ۱۰ فرزندی بود که در خانواده ای کشاورز به دنیا آمد. مادرش جین او را به نام پدرش جیمز ناکس نامگذاری کرد. پدرش ساموئل پولک یک کشاورز، برده‌دار و نقشه‌بردار اسکاتلندی-ایرلندی‌تبار بود. پولک‌ها در اواخر قرن هفدهم به آمریکا مهاجرت کرده بودند، ابتدا در کرانه شرقی مریلند ساکن شدند، اما بعداً به جنوب مرکزی پنسیلوانیا و سپس به کشور تپه کارولینا نقل مکان کردند.
خانواده ناکس و پولک پرسبیترینیسم بودند. در حالی که مادر پولک یک پروتستان مؤمن باقی ماند، پدرش ازکیل پولک یک خداپرست بود، پرسبیتریان جزمی را رد کرد. او از اعلام اعتقاد خود به مسیحیت در غسل تعمید پسرش خودداری کرد و وزیر نیز از تعمید جیمز جوان امتناع کرد.
در سال ۱۸۰۳، ازکیل پولک چهار تن از فرزندان بزرگسال خود و خانواده‌هایشان را به منطقه رود داک در منطقه کنونی موری، تنسی هدایت کرد. ساموئل پولک و خانواده اش در سال ۱۸۰۶ دنبال کردند. قبیله پولک بر سیاست در شهرستان موری و شهر جدید کلمبیا مسلط بود. ساموئل قاضی شهرستان شد و مهمانان خانه او اندرو جکسون بودند که قبلاً به عنوان قاضی و در کنگره خدمت کرده بود. هر دو ساموئل و ازکیل از حامیان سرسخت رئیس‌جمهور توماس جفرسون و مخالفان حزب فدرالیست بودند.
پولک در کودکی از سلامت ضعیف رنج می‌برد، که در یک جامعه مرزی یک آسیب خاص محسوب می‌شود. پدرش او را نزد پزشک برجسته فیلادلفیا، دکتر فیلیپ سینگ فیزیک برای سنگ‌های ادراری برد. سفر با درد شدید جیمز قطع شد و دکتر افرایم مک داول از دنویل، کنتاکی، آنها را جراحی کرد. هیچ بیهوشی به جز برندی در دسترس نبود. این عمل موفقیت‌آمیز بود، اما ممکن است جیمز را ناتوان یا عقیم کرده باشد، زیرا او فرزندی نداشت. او به سرعت بهبود یافت و قوی تر شد. پدرش پیشنهاد داد که او را وارد یکی از مشاغل خود کند، اما او می‌خواست تحصیل کند و در سال ۱۸۱۳ در آکادمی پرسبیتری ثبت نام کرد. او در سال ۱۸۱۳ به عضویت کلیسای صهیون در نزدیکی خانه خود درآمد و در آکادمی کلیسای صهیون ثبت نام کرد. او سپس وارد آکادمی بردلی در مورفریزبورو، تنسی شد، جایی که ثابت کرد دانش‌آموز امیدوارکننده‌ای است.
در ژانویه ۱۸۱۶، پولک به عنوان دانشجوی ترم دوم در دانشگاه کارولینای شمالی در چپل هیل پذیرفته شد. خانواده پولک با دانشگاه و در آن زمان یک مدرسه کوچک با حدود ۸۰ دانشجو ارتباط داشتند. ساموئل عامل زمین آن در تنسی و پسر عموی او ویلیام پولک یک امین بود. هم اتاقی پولک ویلیام دان موزلی بود که اولین فرماندار فلوریدا شد. پولک به انجمن دیالکتیک پیوست، جایی که در مناظره‌ها شرکت کرد، رئیس آن شد، و هنر سخنوری را آموخت. در یک سخنرانی، او هشدار داد که برخی از رهبران آمریکایی با آرمان‌های پادشاهی‌خواهی معاشقه می‌کنند و الکساندر همیلتون، دشمن جفرسون را متمایز می‌کنند. پولک در ماه مه ۱۸۱۸ با ممتاز فارغ‌التحصیل شد.
پس از فارغ‌التحصیلی، پولک به نشویل، تنسی بازگشت تا تحت نظر وکیل مشهور، فلیکس گراندی، که اولین مربی او شد، حقوق بخواند. در ۲۰ سپتامبر ۱۸۱۹، او به عنوان منشی مجلس سنای ایالت تنسی انتخاب شد که سپس در مورفریزبورو و گراندی به عضویت آن انتخاب شده بود. او در سال ۱۸۲۱ بدون مخالفت مجدداً به عنوان منشی انتخاب شد و تا سال ۱۸۲۲ به خدمت ادامه داد. او آزادی خود را با یک دلار جریمه تضمین کرد. او دفتری را در شهرستان موری افتتاح کرد و به عنوان یک وکیل موفق بود، عمدتاً به دلیل بسیاری از موارد ناشی از وحشت سال ۱۸۱۹، یک افسردگی شدید. وکالت او به حرفه سیاسی او کمک مالی کرد.

## اوایل کار سیاسی

### قانونگذار ایالت تنسی
زمانی که مجلس قانونگذاری جلسه خود را در سپتامبر ۱۸۲۲ به تعویق انداخت، پولک مشخص شد که نامزد مجلس نمایندگان تنسی باشد.انتخابات در اوت ۱۸۲۳ بود، تقریباً یک سال دیگر، و به او فرصت کافی برای مبارزات انتخاباتی داد. او که قبلاً در محلی به عنوان عضوی از ماسون‌ها درگیر بود، در شبه نظامیان تنسی به عنوان کاپیتان در هنگ سواره نظام تیپ ۵ مأمور شد. او بعداً به عنوان سرهنگ در کارکنان فرماندار ویلیام کارول منصوب شد و پس از آن اغلب به عنوان «سرهنگ» نامیده می‌شود. اگرچه بسیاری از رای‌دهندگان اعضای قبیله پولک بودند، این سیاستمدار جوان با انرژی کمپین خود را آغاز کرد. مردم سخنرانی پولک را دوست داشتند که باعث شد او را «ناپلئون استامپ» نامگذاری کنند. در رأی‌گیری، جایی که پولک برای رأی‌دهندگانش نوشیدنی‌های الکلی فراهم کرد، ویلیام یانسی را شکست داد.

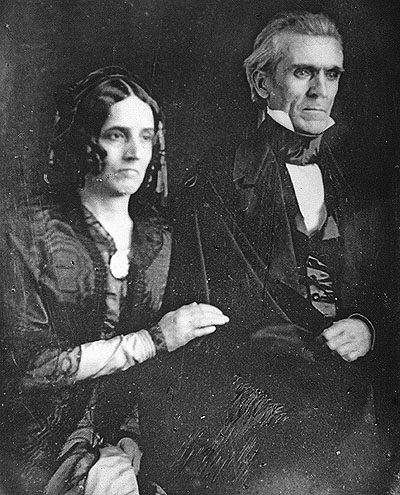
داگرئوتایپ ۱۸۴۶–۱۸۴۹ جیمز کی پولک و سارا چایلدرس پولک

از اوایل سال ۱۸۲۲، پولک از سارا چایلدرس خواستگاری کرد - آنها سال بعد نامزد کردند و در ۱ ژانویه ۱۸۲۴ در مورفریزبورو ازدواج کردند. سارا پولک با تحصیلات بسیار بهتر از بسیاری از زنان زمان خود، به ویژه در تنسی مرزی، از یکی از برجسته‌ترین خانواده‌های ایالت بود. در طول فعالیت سیاسی جیمز، سارا به شوهرش در سخنرانی‌هایش کمک می‌کرد، در مورد مسائل سیاسی به او مشاوره می‌داد، و نقش فعالی در مبارزات انتخاباتی او داشت. راولی خاطرنشان کرد که ظرافت، هوش و گفتگوی جذاب سارا پولک به جبران رفتار اغلب سختگیرانه شوهرش کمک کرد.
اولین مربی پولک گراندی بود، اما در مجلس قانونگذاری، پولک به‌طور فزاینده‌ای با او در مورد مسائلی مانند اصلاحات ارضی مخالفت کرد و از سیاست‌های اندرو جکسون حمایت کرد، که در آن زمان یک قهرمان نظامی برای پیروزی در نبرد نیواورلئان (۱۸۱۵) بود. جکسون دوست خانوادگی پولک‌ها و بچه‌ها بود - شواهدی وجود دارد که سارا پولک و خواهران و برادرانش او را «عمو اندرو» صدا می‌زدند - و جیمز پولک به سرعت از جاه‌طلبی‌های او برای ریاست‌جمهوری در سال ۱۸۲۴ حمایت کرد. به عنوان سناتور ایالات متحده در سال ۱۸۲۳ (تا سال ۱۹۱۳، قانونگذاران، نه مردم، سناتورهای منتخب)، نام جکسون در نامزدی قرار گرفت. پولک از متحدان معمول خود جدا شد و رای خود را به جکسون داد که برنده شد. کرسی سنا شانس ریاست جمهوری جکسون را با دادن تجربه سیاسی کنونی برای مطابقت با دستاوردهای نظامی وی افزایش داد. این اتحاد آغاز شد که تا زمان مرگ جکسون در اوایل ریاست جمهوری پولک ادامه داشت. پولک در بسیاری از دوران فعالیت سیاسی خود، بر اساس نام مستعار جکسون، «هیکوری پیر» به «هیکوری جوان» معروف بود. حرفه سیاسی پولک به همان اندازه به جکسون وابسته بود که نام مستعار او نشان می‌دهد.

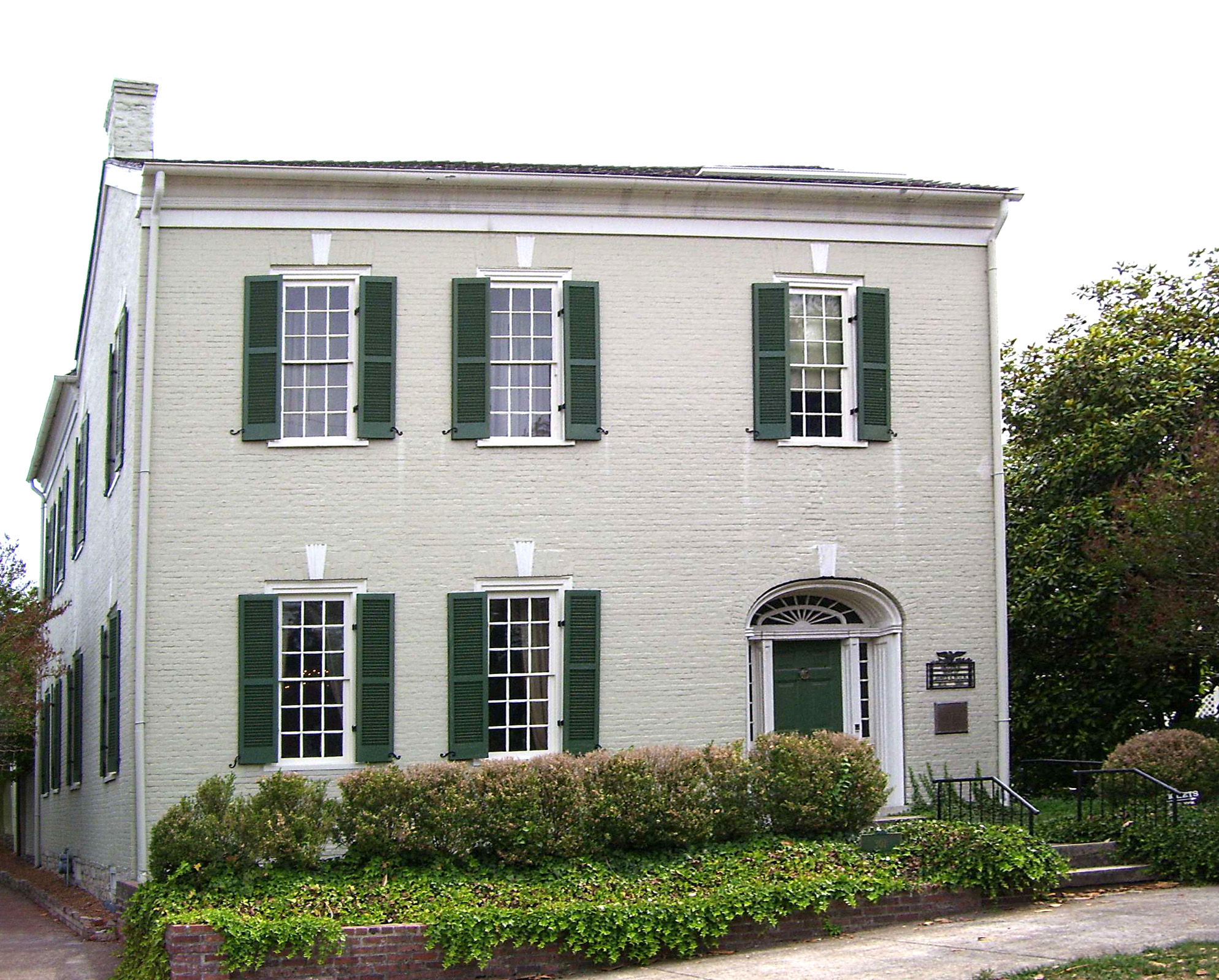
خانه ای که پولک دوران جوانی خود را قبل از ریاست جمهوری خود در آن گذراند، در کلمبیا، تنسی، تنها اقامتگاه شخصی او است که هنوز پابرجاست. اکنون به عنوان خانه جیمز ناکس پولک شناخته می‌شود.

در انتخابات ریاست جمهوری ایالات متحده در سال ۱۸۲۴، جکسون بیشترین آرای الکترال را به دست آورد (او در آرای مردمی نیز پیشتاز بود) اما از آنجایی که اکثریت را در کالج الکترال به دست نیاورد، انتخابات به مجلس نمایندگان ایالات متحده فرستاده شد که وزیر را انتخاب کرد. از ایالت جان کوئینسی آدامز، که از هرکدام بیشترین امتیاز را دریافت کرده بود. پولک، مانند سایر حامیان جکسون، بر این باور بود که هنری کلی، رئیس مجلس، حمایت خود را به عنوان نفر چهارم (مجلس می‌تواند از بین سه نفر برتر انتخاب کند) با آدامز در یک معامله فاسد در ازای وزیر جدید معاوضه کرده است. پولک در اوت ۱۸۲۴ نامزدی خود را برای انتخابات سال بعد مجلس نمایندگان از ناحیه ششم کنگره تنسی اعلام کرده بود. این ناحیه از جنوب شهرستان موری تا خط آلاباما امتداد داشت و از پنج نامزد انتخابات گسترده انتظار می‌رفت. پولک چنان شدید مبارزات انتخاباتی کرد که سارا نگران سلامتی او شد. در طول مبارزات انتخاباتی، مخالفان پولک گفتند که پولک در سن ۲۹ سالگی برای مسئولیت یک کرسی در مجلس بسیار جوان بود، اما او با ۳٬۶۶۹ رای از ۱۰٬۴۴۰ رای در انتخابات پیروز شد و در اواخر همان سال کرسی خود را در کنگره به دست آورد.

### شاگرد جکسون
وقتی پولک برای جلسه عادی کنگره در دسامبر ۱۸۲۵ وارد واشینگتن دی سی شد، در پانسیون بنجامین برچ به همراه سایر نمایندگان تنسی، از جمله سام هیوستون، اتاق گرفت. پولک اولین سخنرانی مهم خود را در ۱۳ مارس ۱۸۲۶ ایراد کرد که در آن گفت که کالج الکترال باید لغو شود و رئیس‌جمهور باید با رای مردم انتخاب شود. پولک که در مورد معامله فاسد بین آدامز و کلی ناراحت بود، به یک منتقد سرسخت دولت آدامز تبدیل شد و اغلب علیه سیاست‌های آن رای می‌داد. سارا پولک در اولین سال حضور همسرش در کنگره در خانه در کلمبیا ماند، اما در دسامبر ۱۸۲۶ او را به واشینگتن همراهی کرد. او در مکاتباتش به او کمک کرد و برای شنیدن سخنان جیمز آمد.
پولک در سال ۱۸۲۷ مجدداً در انتخابات پیروز شد و به مخالفت با دولت آدامز ادامه داد. او همچنان در ارتباط نزدیک با جکسون بود و زمانی که جکسون در سال ۱۸۲۸ برای ریاست جمهوری نامزد شد، پولک مشاوری در مبارزات انتخاباتی او بود. پس از پیروزی جکسون بر آدامز، پولک به یکی از برجسته‌ترین و وفادارترین حامیان رئیس‌جمهور جدید تبدیل شد. پولک که از جانب جکسون کار می‌کرد، با موفقیت با «بهبودهای داخلی» با بودجه فدرال مانند جاده پیشنهادی بافلو به نیواورلئان مخالفت کرد و از وتوی جکسون در جاده میسویل در می ۱۸۳۰ خرسند شد، زمانی که جکسون لایحه ای را برای تأمین مالی توسعه جاده مسدود کرد.کاملاً در یک ایالت، کنتاکی، آن را خلاف قانون اساسی می‌داند. مخالفان جکسون ادعا کردند که پیام وتو، که به شدت از تمایل کنگره برای تصویب پروژه‌های بشکه گوشت خوک شکایت می‌کرد، توسط پولک نوشته شده بود، اما او این موضوع را رد کرد و اظهار داشت که این پیام کاملاً از رئیس‌جمهور بود.
پولک به عنوان برجسته‌ترین متحد جکسون در مجلس در «جنگ بانکی» که به دلیل مخالفت جکسون با مجوز مجدد بانک دوم ایالات متحده توسعه یافت، خدمت کرد. بانک دوم، به ریاست نیکولاس بیدل از فیلادلفیا، نه تنها دلارهای فدرال را در اختیار داشت، بلکه بخش عمده ای از اعتبارات ایالات متحده را کنترل می‌کرد، زیرا می‌توانست ارز صادر شده توسط بانک‌های محلی را برای بازخرید طلا یا نقره ارائه دهد. برخی از غربی‌ها، از جمله جکسون، با بانک دوم مخالفت کردند و آن را انحصاری می‌دانستند که به نفع شرقی‌ها عمل می‌کرد. پولک، به عنوان یکی از اعضای کمیته راه و روش مجلس، تحقیقاتی را در مورد بانک دوم انجام داد، و اگرچه کمیته به لایحه ای برای تجدید اساسنامه بانک رای داد (که در سال ۱۸۳۶ منقضی می‌شود)، پولک یک گزارش اقلیت قوی در محکومیت بانک صادر کرد. این لایحه در سال ۱۸۳۲ به تصویب کنگره رسید، اما جکسون آن را وتو کرد و کنگره نتوانست وتو را لغو کند. اقدام جکسون در واشینگتن بسیار بحث‌برانگیز بود، اما از حمایت عمومی قابل توجهی برخوردار بود، و او به راحتی در سال ۱۸۳۲ دوباره انتخاب شد.
مانند بسیاری از جنوبی‌ها، پولک طرفدار تعرفه‌های پایین برای کالاهای وارداتی بود و در ابتدا با مخالفت جان سی. کلهون با تعرفه‌های زشت در طول بحران ابطال ۱۸۳۲–۱۸۳۳ همدردی کرد، اما زمانی که کلهون به طرفداری از جدایی حرکت کرد، به سمت جکسون رفت. پس از آن، پولک به جکسون وفادار ماند، زیرا رئیس‌جمهور به دنبال اعمال قدرت فدرال بود. پولک جدایی را محکوم کرد و از لایحه نیرو علیه کارولینای جنوبی حمایت کرد، که ادعای صلاحیت لغو تعرفه‌های فدرال را داشت. این موضوع توسط کنگره با تصویب یک تعرفه سازش حل و فصل شد.

### راه و روش کرسی و رئیس مجلس

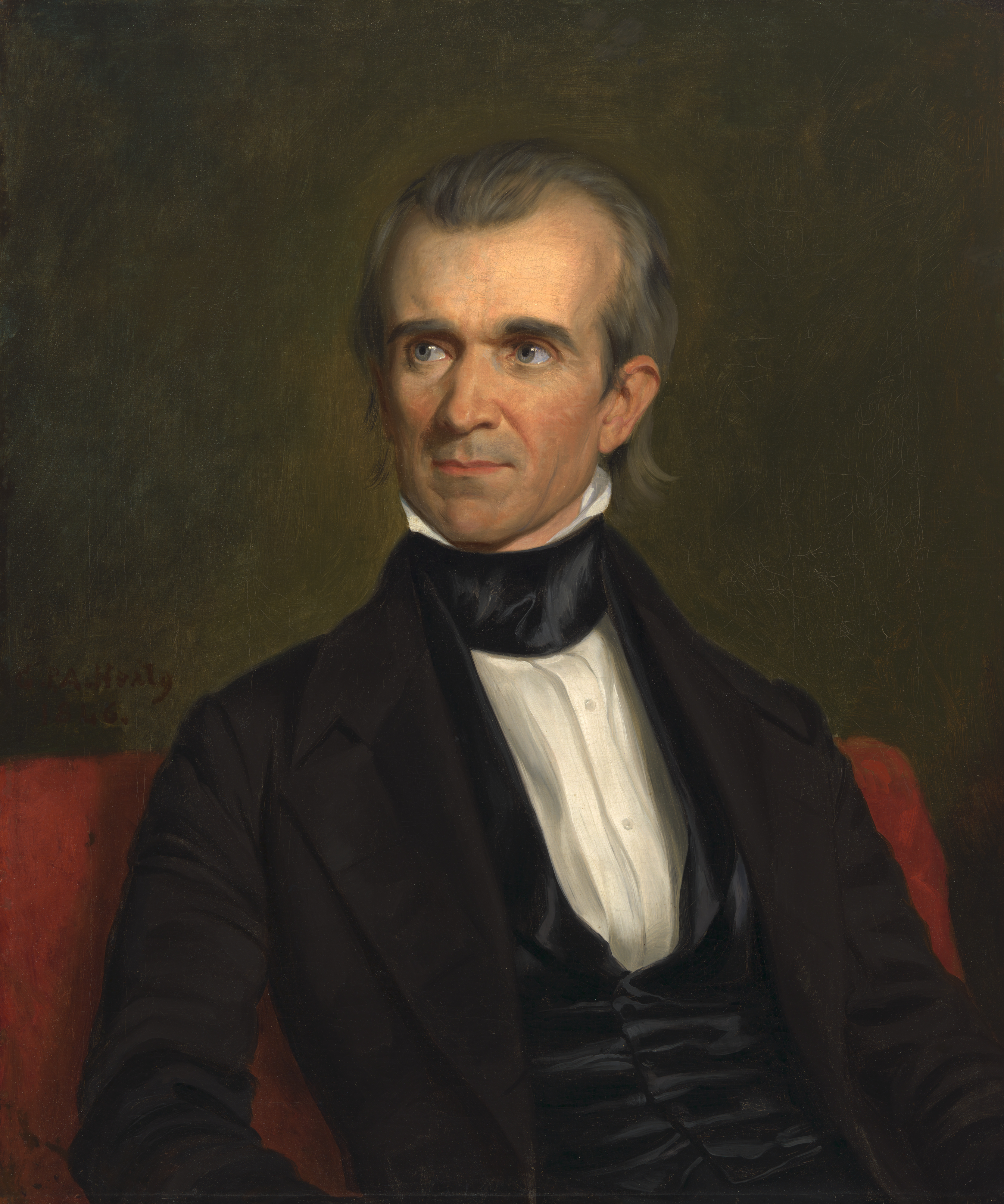
پرتره رنگ روغن روی بوم اثر جرج پیتر الکساندر هیلی

در دسامبر ۱۸۳۳، پس از انتخاب شدن برای پنجمین دوره متوالی، پولک، با حمایت جکسون، رئیس راه‌ها و ابزارها شد، که موقعیتی قدرتمند در مجلس بود. در آن موقعیت، پولک از برداشت جکسون از بودجه فدرال از بانک دوم حمایت کرد. کمیته پولک گزارشی منتشر کرد که در آن امور مالی بانک دوم و دیگری از اقدامات جکسون علیه آن حمایت کرد. در آوریل ۱۸۳۴، کمیته راه‌ها و ابزارها، لایحه‌ای را برای تنظیم بانک‌های سپرده دولتی گزارش کرد، که پس از تصویب، جکسون را قادر ساخت وجوه را در بانک‌های حیوانات خانگی سپرده‌گذاری کند و پولک قانونی را تصویب کرد که اجازه فروش سهام دولت در بانک دوم را می‌داد.
در ژوئن ۱۸۳۴، اندرو استیونسون، رئیس مجلس نمایندگان، از کنگره استعفا داد تا وزیر بریتانیا شود. با حمایت جکسون، پولک در برابر همکار تنسی، جان بل، شاگرد کلهون، ریچارد هنری وایلد، و جوئل بارلو ساترلند از پنسیلوانیا، به عنوان سخنران نامزد شد. پس از ده رای، بل که از حمایت بسیاری از مخالفان دولت برخوردار بود، پولک را شکست داد. جکسون در آغاز کنگره بعدی در دسامبر ۱۸۳۵، برای انتخاب پولک به عنوان رئیس مجلس، در نامه ای به پولک اطمینان داد که قصد دارد او را بسوزاند که نیوانگلند از او برای رئیس مجلس حمایت خواهد کرد. آنها موفق بودند. پولک بل را شکست داد تا رئیس مجلس شود.
به گفته توماس ام. لئونارد، «در سال ۱۸۳۶، در حالی که به عنوان رئیس مجلس نمایندگان خدمت می‌کرد، پولک به اوج فعالیت خود در کنگره نزدیک شد. او در مرکز دموکراسی جکسونی در صحن مجلس قرار داشت، و با کمک او همسرش، او خود را به محافل اجتماعی واشینگتن جلب کرد.» در انتخابات ریاست جمهوری سال ۱۸۳۶، معاون رئیس‌جمهور مارتین ون بیورن، جانشین منتخب جکسون، چندین نامزد ویگ از جمله سناتور تنسی هیو لاسون وایت را شکست داد. قدرت بیشتر ویگ در تنسی به وایت کمک کرد تا ایالت خود را اداره کند. ۹۰ درصد از رای‌دهندگان تنسی در سال ۱۸۳۲ از جکسون حمایت کرده بودند، اما بسیاری در ایالت از تخریب بانک دوم خوششان نمی‌آمد، یا تمایلی به حمایت از ون بیورن نداشتند.
به عنوان رئیس مجلس، پولک برای سیاست‌های جکسون و بعداً ون بیورن کار کرد. پولک کمیته‌هایی را با کرسی‌ها و اکثریت دموکرات‌ها منصوب کرد، از جمله سی.سی. کامبرلنگ رادیکال نیویورکی به عنوان رئیس جدید راه‌ها و ابزارها، اگرچه او سعی کرد ظاهر سنتی و غیر حزبی سخنران را حفظ کند. دو موضوع عمده در دوران سخنرانی پولک، برده داری و پس از وحشت ۱۸۳۷، اقتصاد بود. پولک قاطعانه «قاعده گگ» را اجرا کرد که به موجب آن مجلس نمایندگان درخواست‌های شهروندان در مورد برده داری را نمی‌پذیرد یا در مورد آن بحث نمی‌کند. این امر اعتراضات شدید جان کوئینسی آدامز را برانگیخت، که در آن زمان نماینده کنگره از ماساچوست و طرفدار لغو قانون بود. پولک به جای یافتن راهی برای ساکت کردن آدامز، مرتباً در مسابقات فریادهای بی فایده شرکت می‌کرد، که باعث شد جکسون به این نتیجه برسد که پولک باید رهبری بهتری از خود نشان می‌داد. ون بیورن و پولک برای لغو بخشنامه سکه، دستور جکسون در سال ۱۸۳۶ که پرداخت زمین‌های دولتی به طلا و نقره باشد، تحت فشار قرار گرفتند. برخی معتقد بودند که این امر به دلیل عدم اعتماد به ارز کاغذی صادر شده توسط بانک‌ها منجر به سقوط شده است. علی‌رغم چنین استدلال‌هایی، با حمایت پولک و کابینه‌اش، ون بیورن تصمیم گرفت از بخشنامه سکه حمایت کند. پولک و ون بیورن تلاش کردند یک سیستم خزانه داری مستقل ایجاد کنند که به دولت اجازه می‌دهد بر سپرده‌های خود نظارت کند (به جای استفاده از بانک‌های حیوانات خانگی)، اما این لایحه در مجلس شکست خورد. سرانجام در سال ۱۸۴۰ گذشت.
پولک با استفاده از درک کامل خود از قوانین مجلس، تلاش کرد تا نظم بیشتری را در روند آن ایجاد کند. او برخلاف بسیاری از همتایان خود، هرگز کسی را به دوئل دعوت نکرد، هر چقدر هم که به ناموسش توهین کردند. رکود اقتصادی کرسی‌های دموکرات‌ها را به همراه داشت، به طوری که وقتی در دسامبر ۱۸۳۷ مجدداً به عنوان رئیس مجلس انتخاب شد، تنها با ۱۳ رأی پیروز شد و شکست را در سال ۱۸۳۹ پیش‌بینی کرد. پولک در آن زمان جاه طلبی‌های ریاست جمهوری داشت اما به خوبی می‌دانست که هیچ رئیس مجلسی هرگز رئیس‌جمهور نشده بود (پولک هنوز تنها کسی است که هر دو سمت را بر عهده داشته است). پس از هفت دوره حضور در مجلس، دو دوره به عنوان سخنران، او اعلام کرد که به دنبال انتخاب مجدد نخواهد بود و در عوض نامزدی برای فرمانداری تنسی در انتخابات ۱۸۳۹ را انتخاب کرد.

### فرماندار تنسی
در سال ۱۸۳۵، دموکرات‌ها برای اولین بار در تاریخ خود فرمانداری تنسی را از دست دادند و پولک تصمیم گرفت برای کمک به حزب به خانه بازگردد. تنسی برای وایت و ویگیسم در آتش بود. ایالت از زمان تسلط جکسونیان، وفاداری‌های سیاسی خود را معکوس کرده بود. به عنوان رئیس حزب دموکرات ایالتی، پولک اولین مبارزات انتخاباتی خود را در سراسر ایالت انجام داد. این واقعیت که پولک کسی بود که برای «رستگاری» تنسی از ویگ‌ها فراخوانده شد، به‌طور ضمنی او را به عنوان رئیس حزب دموکرات ایالتی تصدیق کرد.
پولک در مورد مسائل ملی مبارزات انتخاباتی داشت، در حالی که کنن بر مسائل دولتی تأکید داشت. پس از اینکه پولک در مناظره‌های اولیه مورد ستیز قرار گرفت، فرماندار به نشویل، پایتخت ایالت عقب‌نشینی کرد و ادعا کرد که کارهای رسمی مهمی دارد. پولک در سراسر ایالت سخنرانی کرد و به دنبال این بود که بیشتر از زادگاهش در تنسی میانه شناخته شود. وقتی کنن در روزهای پایانی به مبارزات انتخاباتی بازگشت، پولک او را تعقیب کرد و طول ایالت را تسریع کرد تا بتواند دوباره با فرماندار مناظره کند. در روز انتخابات، ۱ اوت ۱۸۳۹، پولک با ۵۴٬۱۰۲ بر ۵۱٬۳۹۶ کانن را شکست داد، زیرا دموکرات‌ها مجلس قانونگذاری ایالت را پس گرفتند و سه کرسی کنگره را به دست آوردند.
فرماندار تنسی قدرت محدودی داشت - هیچ حق وتوی فرمانداری وجود نداشت و اندازه کوچک دولت ایالتی هرگونه حمایت سیاسی را محدود می‌کرد. اما پولک این دفتر را سکوی پرشی برای جاه‌طلبی‌های ملی خود می‌دید و به دنبال نامزد شدن به عنوان معاون ریاست جمهوری ون بیورن در کنوانسیون ملی دموکرات‌ها در سال ۱۸۴۰ در بالتیمور در ماه مه بود. پولک امیدوار بود که اگر معاون رئیس‌جمهور ریچارد ام. جانسون از بلیط خارج شود، جایگزین شود. جانسون توسط بسیاری از سفیدپوستان جنوبی به دلیل پدر شدن دو دختر از یک معشوقه دو نژادی و تلاش برای معرفی آنها به جامعه سفیدپوستان مورد تنفر بود. جانسون اهل کنتاکی بود، بنابراین اقامتگاه پولک در تنسی بلیط نیویورکر ون بیورن را متعادل نگه می‌داشت. این کنوانسیون تصمیم گرفت هیچ‌کس را برای معاونت رئیس‌جمهور تأیید نکند و بیان داشت که پس از رأی‌گیری مردم، یک انتخاب انجام می‌شود. پولک سه هفته پس از برگزاری کنگره، با درک این که جانسون در حزب محبوبیت زیادی دارد و نمی‌توان آن را برکنار کرد، نام خود را پس گرفت. کاندیدای ریاست جمهوری ویگ، ژنرال ویلیام هنری هریسون، یک کمپین متحرک با شعار «تیپکانو و تایلر هم» به راه انداخت و به راحتی هم رأی ملی و هم در تنسی را به دست آورد. پولک بیهوده برای ون بیورن مبارزه کرد و از نتیجه خجالت کشید. جکسون که به خانه‌اش، هرمیتاژ، نزدیک نشویل بازگشته بود، از چشم‌انداز دولت ویگ وحشت داشت. در انتخابات ۱۸۴۰، پولک یک رای از یک انتخاب کننده بی ایمان در رای کالج الکترال برای معاون رئیس‌جمهور دریافت کرد. مرگ هریسون پس از یک ماه ریاست جمهوری در سال ۱۸۴۱ ریاست جمهوری را به معاون رئیس‌جمهور جان تایلر واگذار کرد که به زودی از ویگ‌ها جدا شد.
سه برنامه مهم پولک در دوران فرمانداری اش؛ تنظیم بانک‌های دولتی، اجرای بهبودهای داخلی دولت، و بهبود آموزش، همگی موفق به کسب تأیید قانون‌گذار نشدند. تنها موفقیت بزرگ او به عنوان فرماندار، سیاست ورزی او برای تضمین جایگزینی دو سناتور آمریکایی ویگ تنسی با دموکرات‌ها بود. ادامه تصدی پولک به دلیل ادامه بحران اقتصادی سراسری که به دنبال وحشت سال ۱۸۳۷ بود و باعث شکست ون بیورن در انتخابات ۱۸۴۰ شده بود، مانع شد.
ویگ‌ها که از موفقیت کمپین هریسون تشویق شده بودند، در سال ۱۸۴۱ یک قانون‌گذار دانشجوی سال اول از شهرستان مرزی ویلسون به نام جیمز سی. جونز را علیه پولک رهبری کرد. «لین جیمی» یکی از مؤثرترین ضربات خود را در برابر پولک و لحن آرام خود در مناظره‌های مبارزات انتخاباتی ثابت کرده بود. در برابر پولک جدی بسیار مؤثر بود. این دو در مورد طول تنسی بحث کردند، و حمایت جونز از توزیع درآمدهای مازاد فدرال به ایالت‌ها و یک بانک ملی، مورد توجه رای‌دهندگان تنسی قرار گرفت. در روز انتخابات در آگوست ۱۸۴۱، پولک با ۳۰۰۰ رای شکست خورد، اولین باری که در پای صندوق‌های رای شکست خورد. پولک به کلمبیا و وکالت بازگشت و خود را برای مسابقه مجدد مقابل جونز در سال ۱۸۴۳ آماده کرد، اما اگرچه فرماندار جدید لحن شوخی کمتری داشت، اما تفاوت چندانی در نتیجه نداشت، زیرا پولک این بار دوباره شکست خورد. در پی دومین شکست سراسری خود در سه سال، پولک با آینده سیاسی نامشخصی روبرو شد.

## انتخابات ۱۸۴۴

### نامزدی دموکراتیک
پولک با وجود از دست دادن خود مصمم بود که معاون بعدی رئیس‌جمهور ایالات متحده شود و آن را راهی به سمت ریاست جمهوری می‌دانست. ون بیورن پیشتاز نامزدی حزب دموکرات در سال ۱۸۴۴ بود و پولک درگیر یک مبارزات انتخاباتی دقیق برای تبدیل شدن به معاون او شد. رئیس‌جمهور سابق با مخالفت جنوبی‌هایی مواجه شد که از دیدگاه‌های او در مورد برده‌داری می‌ترسیدند، در حالی که مدیریت او با وحشت ۱۸۳۷ - او از لغو بخشنامه سکه خودداری کرده بود - مخالفت برخی در غرب (ایالات متحده میانه غربی امروز) را برانگیخت که به پول سخت او اعتقاد داشتند. سیاست‌ها به بخش آنها از کشور آسیب رسانده بود. بسیاری از جنوبی‌ها از نامزدی کلهون حمایت کردند، غربی‌ها در اطراف سناتور لوئیس کاس از میشیگان تجمع کردند، و جانسون معاون رئیس‌جمهور سابق نیز طرفداران زیادی در میان دموکرات‌ها داشت. جکسون از طریق نامه به ون بیورن اطمینان داد که پولک در مبارزات انتخاباتی خود برای فرمانداری «نبرد را به خوبی انجام داده و به تنهایی با آن مبارزه کرده است». پولک امیدوار بود که حمایت ون بیورن را به دست آورد و در نامه ای اشاره کرد که بلیط ون بیورن/پولک می‌تواند تنسی را حمل کند، اما او را متقاعد نکرد.
بزرگ‌ترین مسئله سیاسی در ایالات متحده در آن زمان، گسترش سرزمینی بود. جمهوری تگزاس در سال ۱۸۳۶ با موفقیت علیه مکزیک قیام کرد. با توجه به اینکه این جمهوری عمدتاً توسط مهاجران آمریکایی پرجمعیت شده بود، کسانی که در دو طرف مرز رودخانه سابین بین ایالات متحده و تگزاس بودند پیوستن تگزاس به ایالات متحده را اجتناب‌ناپذیر می‌دانستند، اما این امر باعث خشم می‌شد. مکزیک که تگزاس را یک استان جدا شده می‌دانست و در صورت ضمیمه کردن آن توسط ایالات متحده تهدید به جنگ کرد. جکسون، به عنوان رئیس‌جمهور، استقلال تگزاس را به رسمیت شناخته بود، اما حرکت اولیه به سمت الحاق متوقف شده بود. بریتانیا به دنبال گسترش نفوذ خود در تگزاس بود: بریتانیا برده‌داری را لغو کرده بود، و اگر تگزاس همین کار را می‌کرد، پناهگاه غربی برای فراری‌ها فراهم می‌کرد تا با یکی در شمال برابری کنند. تگزاسی که در ایالات متحده نباشد نیز در مسیری قرار می‌گیرد که تقدیر آشکار آمریکا برای گسترش بیش از حد قاره تلقی می‌شود.
کلی با تحسین در کنوانسیون ملی ویگ در آوریل ۱۸۴۴، با تئودور فرلینگهویسن از نیوجرسی، نامزد ریاست جمهوری شد. یک برده دار کنتاکی در زمانی که مخالفان الحاق تگزاس استدلال می‌کردند که برده داری فضای بیشتری برای گسترش می‌دهد، کلی به دنبال موضعی متفاوت در مورد این موضوع بود. جکسون، که به شدت از بلیط ون بیورن/پولک حمایت می‌کرد، وقتی کلی نامه‌ای برای انتشار در روزنامه‌ها در مخالفت با الحاق تگزاس صادر کرد، خوشحال شد، اما وقتی فهمید که ون بیورن همین کار را کرده است، ویران شد. ون بیورن این کار را به این دلیل انجام داد که می‌ترسید پایگاه حمایتی خود را در شمال شرق از دست بدهد، اما حامیانش در جنوب غربی قدیمی از اقدام او متحیر شدند. از سوی دیگر، پولک نامه ای در حمایت از الحاق نوشته بود که چهار روز قبل از ون بیورن منتشر شده بود. جکسون با تأسف به ون بیورن نوشت که هیچ کاندیدایی که با الحاق مخالفت کند نمی‌تواند انتخاب شود و تصمیم گرفت که پولک بهترین فرد برای رهبری بلیط باشد. جکسون در ۱۳ مه ۱۸۴۴ با پولک در هرمیتاژ ملاقات کرد و به بازدیدکننده خود توضیح داد که فقط یک توسعه‌طلب از جنوب یا جنوب غربی می‌تواند انتخاب شود – و از نظر او، پولک بهترین شانس را داشت. پولک در ابتدا مبهوت شد و این طرح را «کاملاً نافرجام» خواند، اما او آن را پذیرفت. پولک فوراً نامه نوشت تا به ستوان‌هایش در کنوانسیون دستور دهد تا برای نامزدی او به عنوان رئیس‌جمهور تلاش کنند.
علی‌رغم تلاش‌های بی‌صدا جکسون از طرف او، پولک نسبت به پیروزی او تردید داشت. با این وجود، به دلیل مخالفت با ون بورن توسط توسعه طلبان در غرب و جنوب، ستوان کلیدی پولک در کنوانسیون ملی دموکرات ۱۸۴۴ در بالتیمور، گیدئون جانسون پیلو، معتقد بود پولک می‌تواند به عنوان یک نامزد سازش ظاهر شود. به‌طور علنی، پولک، که در طول کنفرانس در کلمبیا باقی ماند، از نامزدی ون بیورن حمایت کامل کرد و گمان می‌رود که به دنبال معاونت ریاست جمهوری است. پولک یکی از معدود دموکرات‌های بزرگی بود که الحاق تگزاس را اعلام کرد.
این کنوانسیون در ۲۷ مه ۱۸۴۴ افتتاح شد. یک سؤال مهم این بود که آیا نامزد به دو سوم آرای نمایندگان نیاز دارد، همان‌طور که در کنوانسیون‌های قبلی دموکرات‌ها چنین بود، یا صرفاً به اکثریت. رای دو سوم به دلیل مخالفت نمایندگان جنوبی، نامزدی ون بیورن را محکوم خواهد کرد. با حمایت ایالت‌های جنوبی، قانون دو سوم تصویب شد. ون بیورن در اولین رای‌گیری ریاست جمهوری اکثریت را به دست آورد، اما نتوانست دو سوم آراء لازم را به دست آورد و حمایت او به آرامی کمرنگ شد. کاس، جانسون، کلهون و جیمز بیوکنن نیز در رای اول رای آوردند و کاس در رای پنجم پیشتاز شد. پس از هفت رای‌گیری، کنوانسیون به بن‌بست رسید: کاس نتوانست به دو سوم برسد، و هواداران ون بیورن از شانس او دلسرد شدند. نمایندگان آماده بررسی نامزد جدیدی بودند که ممکن است بن‌بست را بشکند.
هنگامی که کنوانسیون پس از رای‌گیری هفتم به تعویق افتاد، پیلو، که منتظر فرصتی برای فشار دادن نام پولک بود، با جورج بنکرافت از ماساچوست، سیاستمدار و مورخ و خبرنگار قدیمی پولک، که قصد داشت پولک را به عنوان معاون رئیس‌جمهور نامزد کند، گفتگو کرد. بنکرافت از نامزدی ون بیورن حمایت کرده بود و مایل بود که سیلاس رایت سناتور نیویورک را در رأس این بلیط ببیند، اما رایت به عنوان یک وفادار به ون بیورن موافقت نکرد. پیلو و بنکرافت تصمیم گرفتند که اگر پولک برای ریاست جمهوری نامزد شود، رایت ممکن است مقام دوم را بپذیرد. اما رایت (که در واشینگتن بود) نامه ای از پیش نوشته شده را نیز به یکی از هوادارانش سپرده بود که در آن از در نظر گرفتن کاندیدای ریاست جمهوری خودداری کرد و در نامه اعلام کرد که با موضع ون بیورن در مورد تگزاس موافق است. اگر نامه رایت خوانده نمی‌شد، به احتمال زیاد او نامزد می‌شد، اما بدون او، باتلر شروع به جمع‌آوری هواداران ون بیورن برای پولک به عنوان بهترین نامزد ممکن کرد، و بنکرافت نام پولک را قبل از کنوانسیون قرار داد. در رای‌گیری هشتم، پولک تنها ۴۴ رای در مقابل ۱۱۴ کاس و ۱۰۴ رای ون بیورن به دست آورد، اما بن‌بست نشانه‌هایی از شکست را نشان داد. باتلر رسماً نام ون بیورن را پس گرفت، بسیاری از هیئت‌ها برای تنسی اعلام کردند و در نهمین رای، پولک ۲۳۳ رای در مقابل کاس ۲۹ رای دریافت کرد که او را به عنوان نامزد دموکرات‌ها برای ریاست‌جمهوری تبدیل کرد. نامزدی سپس به اتفاق آرا ساخته شد.
کنوانسیون سپس نامزدی معاون رئیس‌جمهور را بررسی کرد. باتلر از رایت دفاع کرد و کنوانسیون با مخالفت تنها چهار نماینده جورجیا موافقت کرد. خبر نامزدی رایت از طریق تلگراف برای او در واشینگتن ارسال شد. رایت پس از رد نامزدی تقریباً قطعی ریاست جمهوری توسط نیابتی، نامزدی معاون رئیس‌جمهور را نیز رد کرد. سناتور رابرت جی. واکر از می‌سی‌سی‌پی، متحد نزدیک پولک، سپس سناتور سابق جورج ام. دالاس از پنسیلوانیا را پیشنهاد کرد. دالاس به اندازه کافی برای همه جناح‌ها قابل قبول بود و در رای‌گیری سوم نامزدی را به دست آورد. نمایندگان از یک سکو عبور کردند و در ۳۰ مه به تعویق افتادند.
بسیاری از سیاستمداران معاصر، از جمله پیلو و بنکرافت، بعداً ادعا کردند که پولک را به عنوان نامزد دریافت کرده‌اند، اما والتر آر. بورنمن احساس می‌کرد که بیشتر این اعتبار مدیون جکسون و پولک است. یک نماد پیر در هرمیتاژ و دیگری یک سیاستمدار زیرک مادام العمر منتظر در کلمبیا است. ویگ‌ها پولک را با شعار "جیمز ناکس پولک کیست؟" به تمسخر گرفتند و باعث شدند که هرگز نام او را نشنیده باشند. اگرچه او به عنوان رئیس مجلس و فرماندار تنسی تجربه داشت، اما همه روسای جمهور قبلی به عنوان معاون رئیس‌جمهور، وزیر امور خارجه یا به عنوان یک ژنرال عالی‌رتبه خدمت کرده بودند. پولک به عنوان اولین نامزد ریاست جمهوری "اسب تاریک" توصیف شده است، اگرچه نامزدی او نسبت به نامزدهای آینده مانند فرانکلین پیرس یا وارن جی. هاردینگ چندان غافلگیرکننده نبود. علی‌رغم حرف‌های حزبش، کلی متوجه شد که پولک می‌تواند دموکرات‌ها را متحد کند.

### انتخابات عمومی

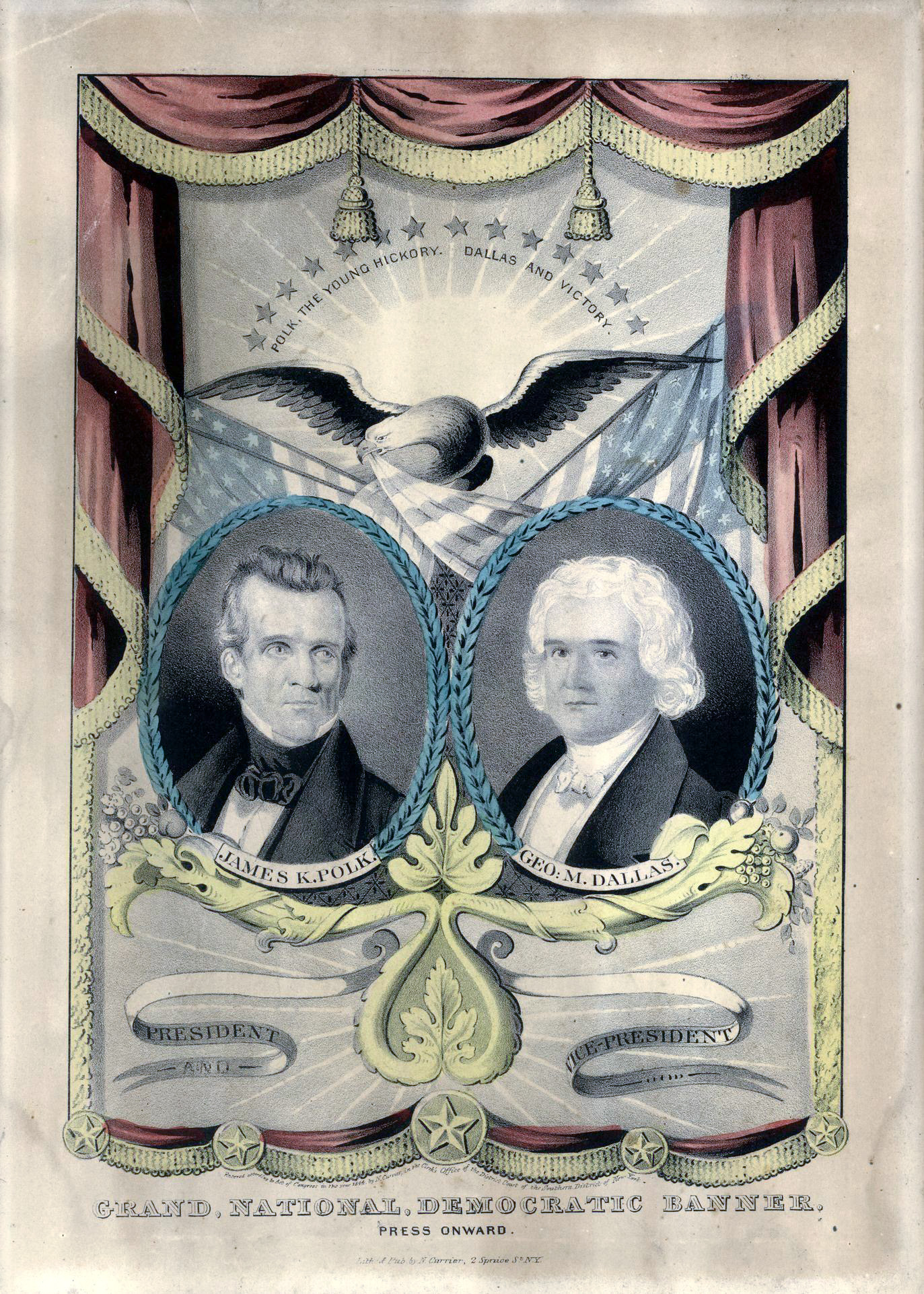
بنر تبلیغاتی ۱۸۴۴ برای بلیط پولک/دالاس، تولید شده توسط ناتانیل کوریر

شایعات نامزدی پولک در ۴ ژوئن به نشویل رسید که باعث خوشحالی جکسون شد. آنها در همان روز ثابت شدند. این اعزام‌ها به کلمبیا فرستاده شد و در همان روز رسید و نامه‌ها و روزنامه‌هایی که در مورد آنچه در بالتیمور اتفاق افتاده بود تا ۶ ژوئن در دست پولک بود. و قصد خود را برای خدمت تنها یک دوره اعلام می‌کند. رایت از آنچه «توطئه ناپاک» علیه ون بیورن نامید، خشمگین شد و خواستار اطمینان خاطر شد که پولک هیچ نقشی نداشته است. رایت از مبارزات انتخاباتی او حمایت کرد. با پیروی از رسم آن زمان که نامزدهای ریاست جمهوری از شرکت در انتخابات یا ظاهراً به دنبال منصب خود اجتناب می‌کردند، پولک در کلمبیا ماند و هیچ سخنرانی نکرد. او در زمان مدیریت مبارزات انتخاباتی خود با مقامات حزب دموکرات مکاتبات گسترده‌ای داشت. پولک نظرات خود را در نامه پذیرش خود و از طریق پاسخ به سؤالات ارسال شده توسط شهروندان که در روزنامه‌ها چاپ می‌شد، اغلب با هماهنگی، اعلام کرد.
یک دام بالقوه برای کمپین پولک این بود که آیا تعرفه باید فقط برای درآمد باشد یا با هدف محافظت از صنعت آمریکا. پولک در نامه ای موضوع تعرفه را جریمه کرد. او با یادآوری اینکه مدت‌ها اعلام کرده بود که تعرفه‌ها باید فقط برای تأمین مالی عملیات دولت کافی باشد، این موضع را حفظ کرد، اما نوشت که در این محدودیت، دولت می‌تواند و باید «حمایت منصفانه و عادلانه» را از منافع آمریکا، از جمله تولیدکنندگان، ارائه دهد. او از گسترش این موضع خودداری کرد که برای اکثر دموکرات‌ها قابل قبول بود، علی‌رغم اینکه ویگ‌ها اشاره می‌کردند که او به هیچ چیز متعهد نیست. در سپتامبر، هیئتی از ویگ‌ها از شهرستان گیلز مجاور به کلمبیا آمدند، با پرسش‌های خاصی در مورد دیدگاه‌های پولک در مورد تعرفه فعلی، تعرفه تصویب شده توسط ویگ در سال ۱۸۴۲، و قصد داشتند تا زمانی که پاسخ دریافت کنند در کلمبیا باقی بمانند. پولک چند روز طول کشید تا پاسخ دهد و تصمیم گرفت بر اظهارات قبلی خود بایستد و اعتراضی را در روزنامه‌های ویگ برانگیخت.
نگرانی دیگر، نامزدی شخص سوم رئیس‌جمهور تایلر بود که ممکن است رای دموکرات‌ها را تقسیم کند. تایلر توسط گروهی از مقامات وفادار نامزد شده بود. او معتقد بود که بدون توهمی که می‌تواند برنده شود، می‌تواند حامیان حقوق ایالت‌ها و پوپولیست‌ها را برای حفظ توازن قوا در انتخابات جمع کند. فقط جکسون توانایی حل این وضعیت را داشت، که با دو نامه به دوستانش در کابینه انجام داد، که می‌دانست به تایلر نشان داده می‌شود و بیان می‌کرد که حامیان رئیس‌جمهور به جمع دموکرات‌ها باز خواهند گشت. جکسون نوشت که به محض عقب‌نشینی تایلر، بسیاری از دموکرات‌ها او را به خاطر موضع طرفدار الحاق وی در آغوش خواهند گرفت. رئیس‌جمهور سابق همچنین از نفوذ خود برای جلوگیری از حمله فرانسیس پرستون بلر و روزنامه گلوب او، ارگان نیمه رسمی حزب دموکرات، استفاده کرد. اینها به اندازه کافی ثابت شد. تایلر در ماه اوت از رقابت کنار کشید.
مشکلات حزبی نگرانی سوم بود. پولک و کلهون زمانی صلح کردند که یک نماینده سابق کنگره کارولینای جنوبی، فرانسیس پیکنز، از تنسی بازدید کرد و برای دو روز به کلمبیا آمد و برای جلساتی با جکسون که به‌طور فزاینده ای بیمار می‌شد، به هرمیتاژ آمد. کلهون می‌خواست گلوب منحل شود و پولک بر خلاف تعرفه ۱۸۴۲ عمل کند و الحاق تگزاس را ترویج کند. کلهون که از این نکات اطمینان داشت، به یک حامی قوی تبدیل شد.
پولک در رابطه با تگزاس کمک شد زمانی که کلی، متوجه شد که نامه ضد الحاق او به قیمت حمایت از او تمام شده است، در دو نامه بعدی تلاش کرد موضع خود را روشن کند. اینها خشم هر دو طرف را برانگیخت و به کلی به عنوان غیرصادقانه حمله کردند. تگزاس همچنین تهدید کرد که دموکرات‌ها را از هم جدا خواهد کرد، اما پولک موفق شد اکثر رهبران حزب جنوبی را بدون مخالفت با رهبران شمالی راضی کند. با نزدیک شدن به انتخابات، مشخص شد که بیشتر کشور طرفدار الحاق تگزاس هستند و برخی از رهبران ویگ جنوبی از کمپین پولک به دلیل موضع ضد الحاق کلی حمایت کردند.

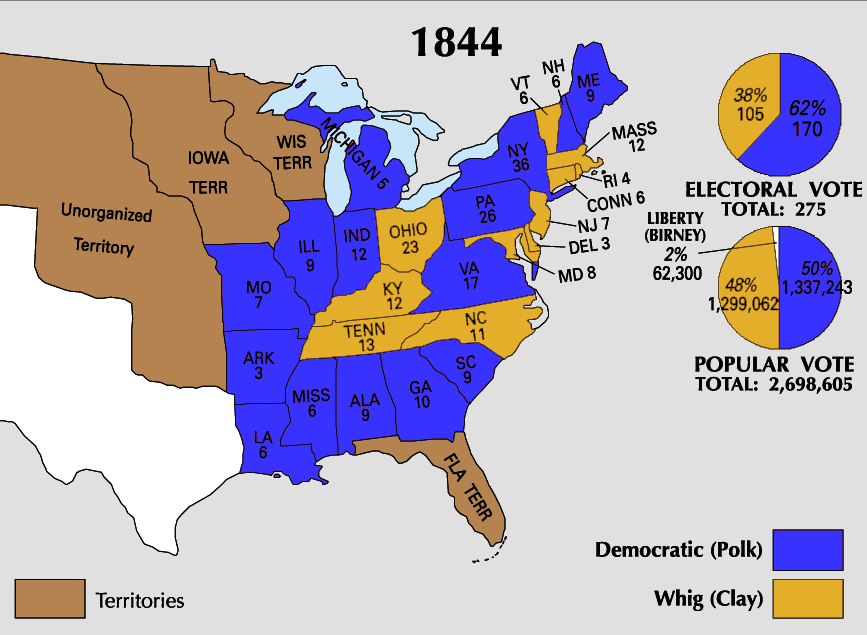
نتایج انتخابات ریاست جمهوری ۱۸۴۴

کمپین سرسخت بود. هر دو کاندیدای اصلی حزب متهم به اعمال خلاف قانون شدند. پولک متهم به دوئل و ترسو بود. در اواخر آگوست، مطلبی در روزنامه‌ای منتشر شد که بخشی از کتابی بود که سفرهای خیالی یک بارون فون رورباک، یک نجیب‌زاده خیالی آلمانی را در جنوب می‌نویسد. کرونیکل ایتاکا آن را بدون برچسب زدن به عنوان تخیلی چاپ کرد و جمله ای را درج کرد که مدعی بود مسافر چهل برده را دیده است که پولک پس از علامت گذاری با حروف اول او فروخته است. زمانی که دموکرات‌ها آن را به چالش کشیدند، کرونیکل آن را پس گرفت، اما به‌طور گسترده تجدید چاپ شد. بورنمن پیشنهاد کرد که این جعل به مخالفان پولک نتیجه معکوس داد زیرا به رای‌دهندگان یادآوری کرد که کلی نیز برده‌دار بود. جان آیزنهاور، در مقاله ژورنالی خود در مورد انتخابات، اظهار داشت که این لکه‌گیری خیلی دیر به دست آمد تا به‌طور مؤثر رد شود و احتمالاً به پولک اوهایو تمام شد. از سوی دیگر، روزنامه‌های جنوبی در دفاع از پولک بسیار پیش رفتند، یکی از روزنامه‌های نشویل که ادعا می‌کرد بردگان او اسارت خود را به آزادی ترجیح می‌دهند. خود پولک به خبرنگاران روزنامه‌ها اشاره کرد که تنها بردگانی که او در اختیار داشت یا به ارث رسیده بودند یا از اقوام در تنگنای مالی خریداری شده بودند. این تصویر پدرانه نیز توسط جانشینانی مانند گیدئون بالش ترسیم شده است. این درست نبود، اگرچه در آن زمان مشخص نبود. تا آن زمان او بیش از سی برده، هم از اقوام و هم از دیگران، خریده بود، عمدتاً به منظور تأمین نیروی کار برای مزرعه پنبه می‌سی‌سی‌پی خود.
در سال ۱۸۴۴ روز انتخابات یکنواخت وجود نداشت. ایالت‌ها بین ۱ و ۱۲ نوامبر رای دادند. پولک با ۵/۴۹ درصد آرای مردم و ۱۷۰ رأی از ۲۷۵ رأی الکترال برنده انتخابات شد. پولک که با وجود از دست دادن ایالت محل سکونت خود (تنسی) به اولین رئیس‌جمهور انتخاب شد، ایالت محل تولد خود، کارولینای شمالی را نیز از دست داد. با این حال، او پنسیلوانیا و نیویورک را برد، جایی که کلی آرای خود را به جیمز جی. برنی نامزد ضد برده داری حزب آزادی از دست داد، که در نیویورک بیش از حاشیه پیروزی پولک رای آورد. اگر کلی نیویورک را برده بود، به عنوان رئیس‌جمهور انتخاب می‌شد.

## ریاست جمهوری (۱۸۴۵–۱۸۴۹)

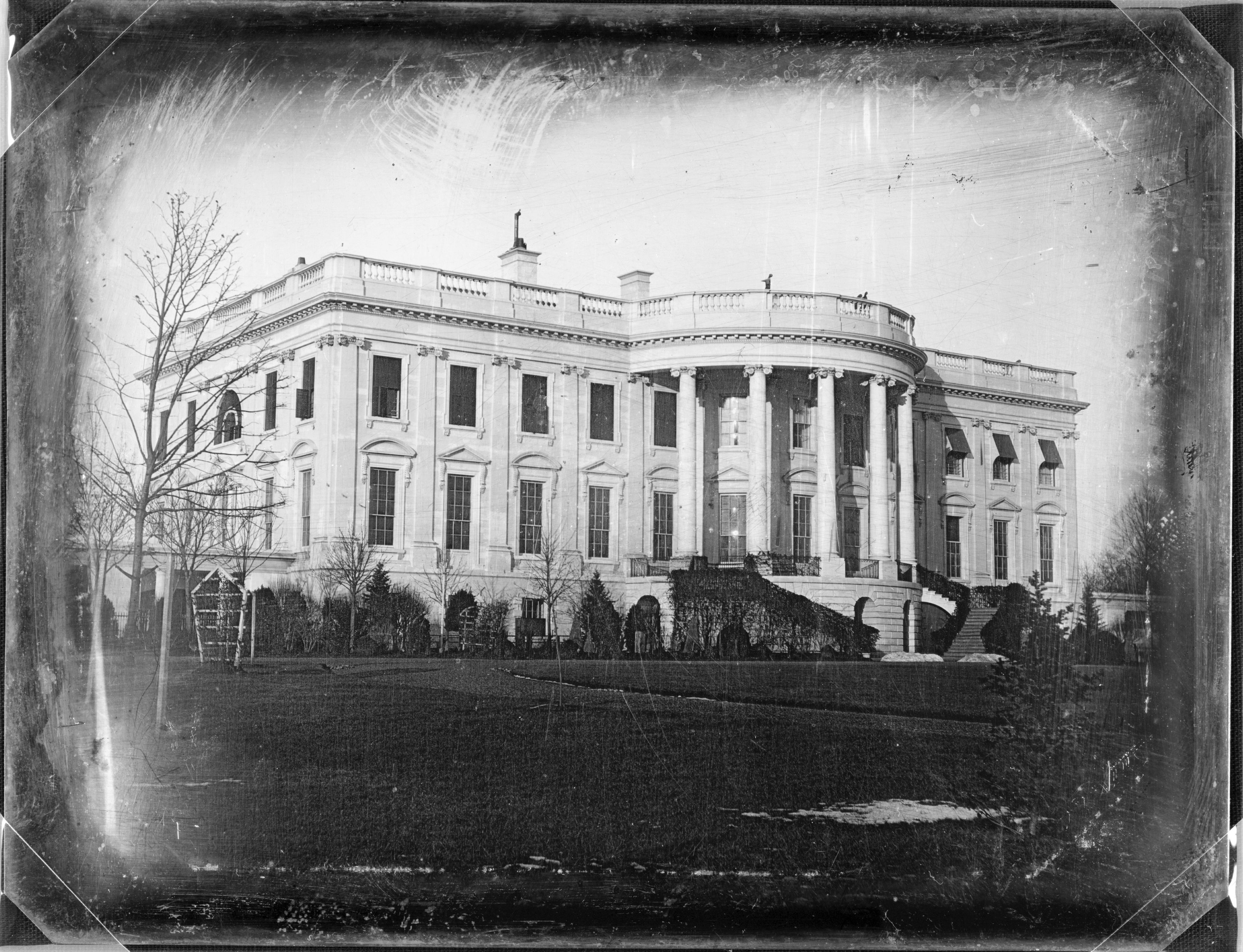
کاخ سفید، ۱۸۴۶

پولک با پیروزی اندک در آرای مردمی، اما با پیروزی بیشتر در کالج الکترال (۱۷۰–۱۰۵)، به اجرای وعده‌های تبلیغاتی خود ادامه داد. او ریاست کشوری را برعهده داشت که جمعیت آن پس از انقلاب آمریکا هر بیست سال دو برابر شده بود و به برابری جمعیتی با بریتانیای کبیر رسیده بود. در دوران تصدی پولک، پیشرفت‌های تکنولوژیکی از جمله گسترش مداوم خطوط راه‌آهن و افزایش استفاده از تلگراف ادامه یافت. این پیشرفت‌ها در ارتباطات، اشتیاق به توسعه طلبی را تشویق کرد. با این حال، تقسیم‌بندی‌های مقطعی در دوران تصدی وی بدتر شد.
پولک چهار هدف مشخص را برای دولت خود تعیین کرد:
- سیستم مستقل خزانه داری را دوباره برقرار کند - ویگ‌ها سیستمی را که تحت مدیریت ون بیورن ایجاد شده بود لغو کردند.
- کاهش تعرفه‌ها
- بخشی یا تمام کشور اورگان را به دست آورد.
- کالیفرنیا و بندرهای آن را از مکزیک خریداری کند.

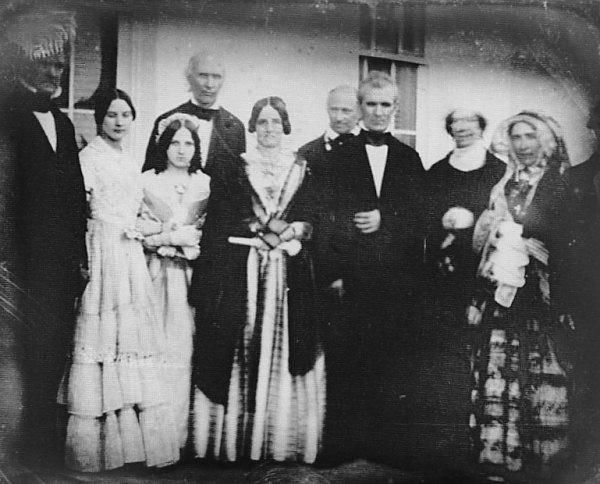
جیمز و سارا پولک در ایوان کاخ سفید در کنار وزیر امور خارجه جیمز بیوکنن و بانوی اول سابق دالی مدیسون.

در حالی که اهداف داخلی او تداوم سیاست‌های دموکرات گذشته را نشان می‌داد، تکمیل موفقیت‌آمیز اهداف سیاست خارجی پولک نشان‌دهنده اولین دستاوردهای بزرگ سرزمینی آمریکا از زمان معاهده فلوریدا در سال ۱۸۱۹ بود.

### انتقال، تحلیف و انتصابات
پولک یک کابینه از نظر جغرافیایی متعادل تشکیل داد. او با جکسون و یک یا دو متحد نزدیک دیگر مشورت کرد و تصمیم گرفت که ایالت‌های بزرگ نیویورک، پنسیلوانیا و ویرجینیا، مانند ایالت زادگاهش تنسی، در کابینه شش نفره نمایندگی داشته باشند. در زمانی که یک رئیس‌جمهور آینده ممکن است برخی یا همه روسای بخش قبلی خود را حفظ کند، پولک خواهان کابینه ای کاملاً تازه بود، اما این امر ظریف بود. آخرین وزیر امور خارجه تایلر کلهون، رهبر جناح قابل توجهی از حزب دموکرات بود، اما زمانی که فرستادگان به او نزدیک شدند، توهین نشد و مایل به کناره‌گیری بود.
پولک نمی‌خواست کابینه‌اش دارای نامزدهای ریاست‌جمهوری باشد، اگرچه او تصمیم گرفت تا جیمز بیوکنن از پنسیلوانیا را که جاه‌طلبی‌اش برای ریاست‌جمهوری شناخته شده بود، به عنوان وزیر امور خارجه معرفی کند. کیو جانسون تنسی، دوست صمیمی و متحد پولک، با جورج بنکرافت، مورخ که نقش مهمی در نامزدی پولک داشت، به عنوان وزیر نیروی دریایی، نامزد پست فرمانده پست شد.انتخاب‌های پولک با تأیید اندرو جکسون مواجه شد، که پولک برای آخرین بار در ژانویه ۱۸۴۵ با او ملاقات کرد، زیرا جکسون در ژوئن همان سال درگذشت.

رئیس‌جمهور پولک، پرتره حکاکی شده توسط اداره حکاکی و چاپ

آخرین وزیر نیروی دریایی تایلر، جان وای میسون از ویرجینیا، دوست پولک از دوران دانشگاه و متحد سیاسی دیرینه، در لیست اصلی نبود. از آنجایی که انتخاب‌های کابینه تحت تأثیر سیاست‌های جناحی و تلاش پرزیدنت تایلر برای حل مسئله تگزاس قبل از ترک پست قرار گرفت، پولک در آخرین لحظه میسون را به عنوان دادستان کل انتخاب کرد. پولک همچنین سناتور می‌سی‌سی‌پی واکر را به عنوان وزیر خزانه داری و ویلیام مارسی از نیویورک را به عنوان وزیر جنگ انتخاب کرد. اعضا به خوبی با هم کار می‌کردند و تعداد کمی جایگزین لازم بود. در سال ۱۸۴۶ زمانی که بنکرافت، که خواهان یک پست دیپلماتیک بود، سفیر ایالات متحده در بریتانیا شد، یک تغییر سازمان مورد نیاز بود.
پرزیدنت تایلر در آخرین روزهای ریاست جمهوری خود به دنبال تکمیل الحاق تگزاس بود. پس از اینکه سنا یک معاهده قبلی را که به اکثریت دو سوم آرا نیاز داشت، شکست داد، تایلر از کنگره خواست تا با تکیه بر قدرت قانون اساسی خود برای پذیرش ایالت‌ها، قطعنامه مشترکی را تصویب کند. در مورد شرایط پذیرش تگزاس اختلاف نظر وجود داشت و پولک درگیر شد. در مذاکرات برای شکستن بن‌بست با کمک پولک، قطعنامه الحاق به سختی مجلس سنا را پاک کرد. تایلر مطمئن نبود که قطعنامه را امضا کند یا آن را به پولک بسپارد و کلهون را فرستاد تا با پولک مشورت کند و او از دادن هرگونه مشاوره امتناع کرد. تایلر در آخرین عصر خود در ۳ مارس ۱۸۴۵، پیشنهاد الحاق به تگزاس را بر اساس شرایط قطعنامه داد.

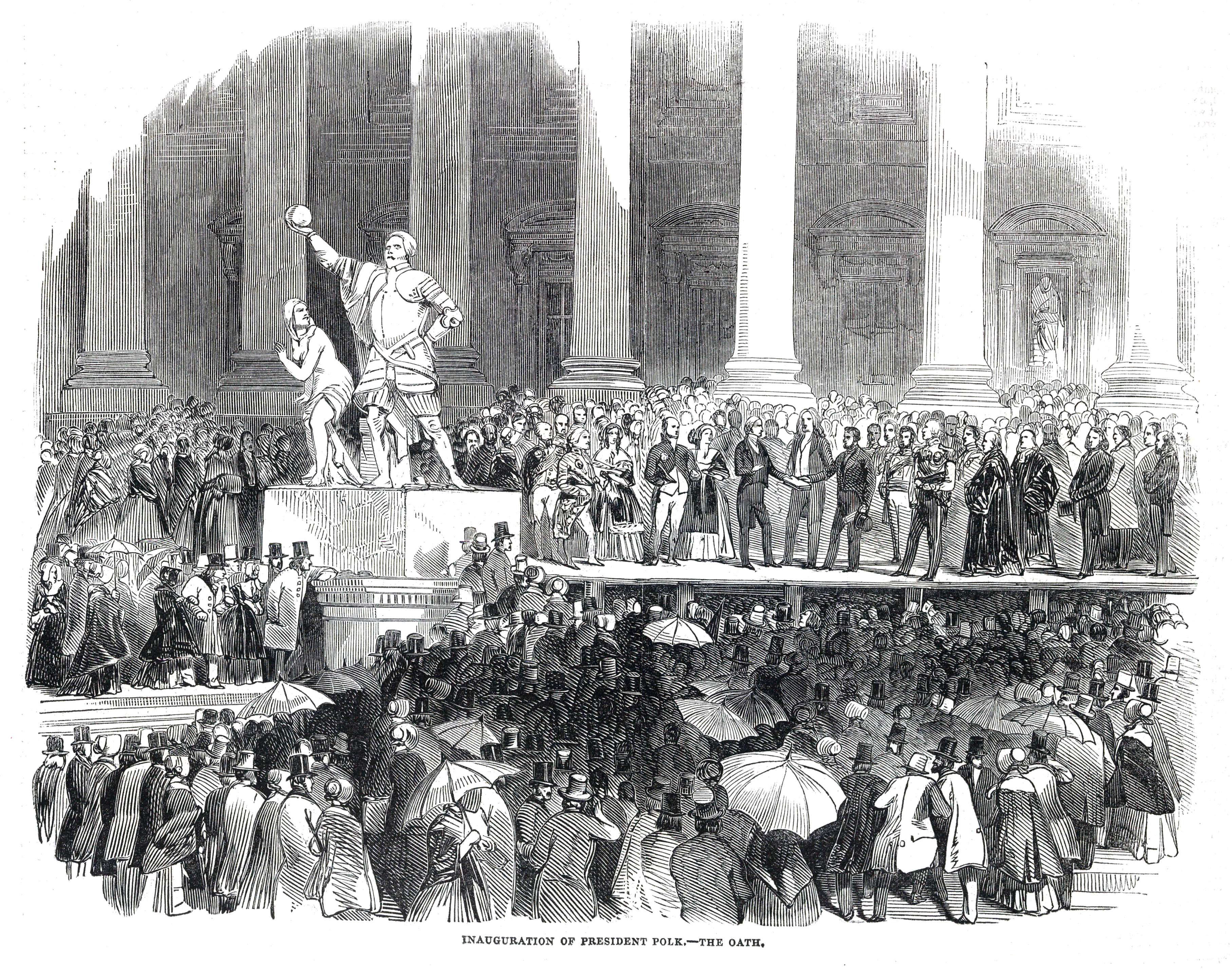
مراسم تحلیف جیمز ناکس پولک، همان‌طور که در اخبار مصور لندن در آوریل ۱۸۴۵ نشان داده شده است.

پولک حتی قبل از مراسم تحلیف خود به کیو جانسون نوشت: "من قصد دارم خودم رئیس جمهور ایالات متحده شوم."او به عنوان یک کارگر سخت شهرت پیدا کرد، ده تا دوازده ساعت را پشت میز خود سپری کرد و به ندرت واشینگتن را ترک کرد. پولک نوشت: "هیچ رئیس‌جمهوری که وظیفه‌اش را صادقانه و با وجدان انجام می‌دهد، نمی‌تواند فراغت داشته باشد. من ترجیح می‌دهم خودم بر کل عملیات دولت نظارت کنم تا اینکه امور عمومی را به زیردستان سپردم، و این باعث می‌شود وظایف من بسیار عالی باشد. وقتی پولک در ۴ مارس ۱۸۴۵ به قدرت رسید، در ۴۹ سالگی جوانترین رئیس‌جمهور تا آن زمان شد. مراسم تحلیف پولک اولین روز معارفه بود که از طریق تلگراف گزارش شد و اولین بار در یک تصویر روزنامه (در اخبار مصور لندن) نشان داده شد.
پولک در سخنرانی افتتاحیه خود که در یک باران مداوم ایراد شد، حمایت خود را از الحاق تگزاس با اشاره به ۲۸ ایالت ایالات متحده، از جمله تگزاس، آشکارا اعلام کرد. او وفاداری خود را به اصول جکسون با ذکر نان تست معروفش اعلام کرد: «هر عاشق کشورش باید از فکر احتمال انحلال آن بلرزد و آماده است که احساسات میهن پرستانه را اتخاذ کند، «اتحادیه فدرال ما - باید حفظ شود. او مخالفت خود را با بانک ملی اعلام کرد و تکرار کرد که این تعرفه می‌تواند شامل حفاظت اتفاقی باشد. اگرچه او به‌طور خاص به برده داری اشاره نکرد، اما به آن اشاره کرد و کسانی را که مؤسسه ای را که توسط قانون اساسی محافظت می‌شود تخریب می‌کنند، محکوم کرد.
پولک نیمه دوم سخنرانی خود را به امور خارجی و به‌طور خاص به توسعه اختصاص داد. او الحاق تگزاس را تحسین کرد و هشدار داد که تگزاس مربوط به هیچ کشور دیگری نیست و مطمئناً هیچ‌یک از مکزیکی‌ها نیست. او از کشور اورگان و بسیاری از کسانی که در حال مهاجرت بودند صحبت کرد و متعهد شد که از حقوق آمریکا در آنجا محافظت کند و از مهاجران محافظت کند.
پولک علاوه بر انتصاب افسران کابینه برای مشاوره به او، پسر خواهرش، جی. ناکس واکر، را به عنوان منشی شخصی خود، به یک پست مهم تبدیل کرد، زیرا پولک، به غیر از بردگانش، هیچ کارمندی در کاخ سفید نداشت. واکر که با خانواده در حال رشد خود در کاخ سفید زندگی می‌کرد (دو فرزند از او در حین زندگی در آنجا به دنیا آمدند) وظایف خود را از طریق ریاست جمهوری دایی‌اش به خوبی انجام داد. سایر اقوام پولک در کاخ سفید ملاقات کردند، برخی برای مدت طولانی.

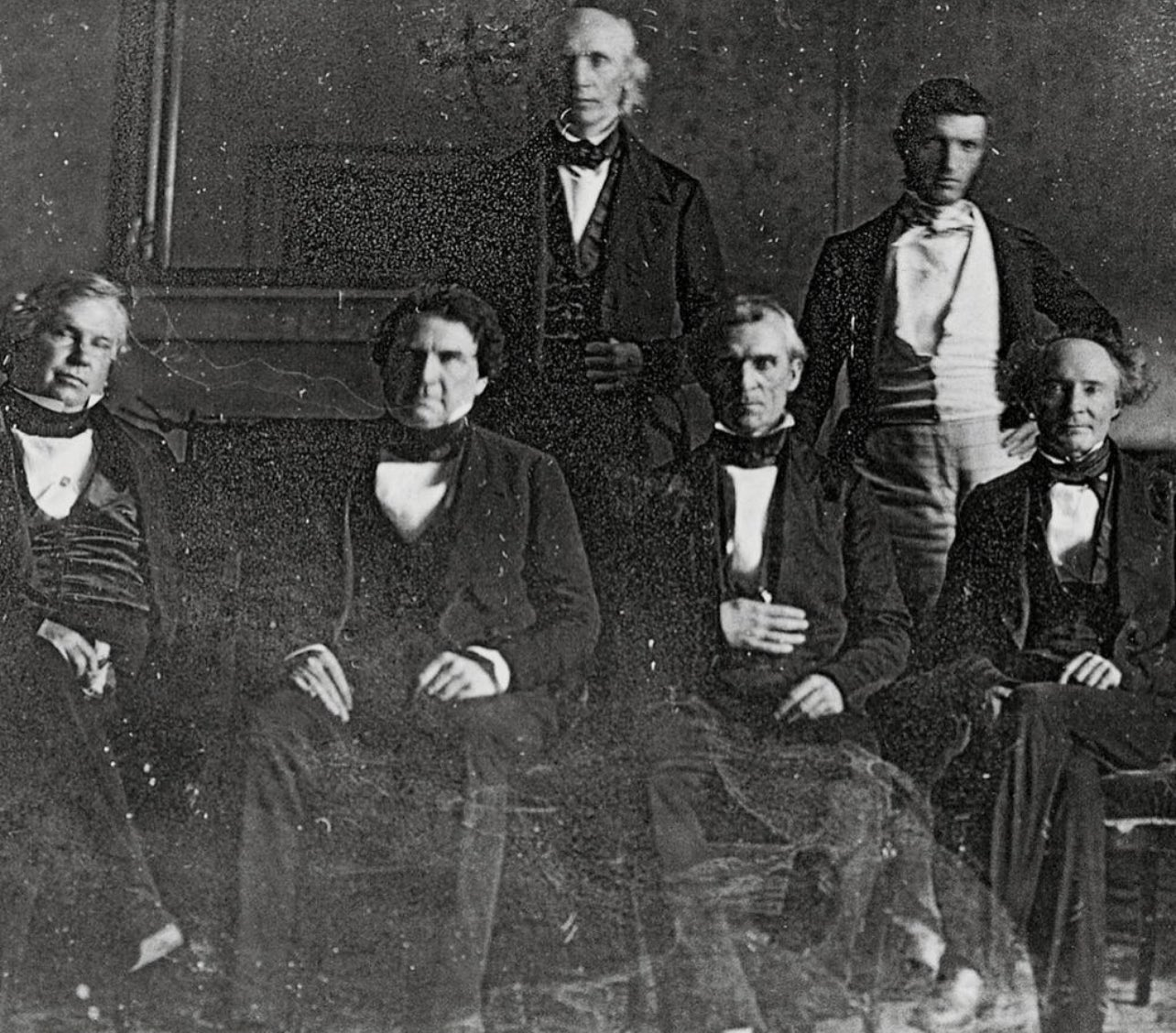
پولک و کابینه‌اش در اتاق غذاخوری کاخ سفید، ۱۸۴۶. ردیف جلو، از چپ به راست: جان وای میسون، ویلیام ال. مارسی، جیمز کی. پولک، رابرت جی. واکر. ردیف عقب، از چپ به راست: کیو جانسون، جورج بنکرافت. جیمز بیوکنن وزیر امور خارجه غایب است. این اولین عکس گرفته شده در کاخ سفید و اولین عکس از کابینه ریاست جمهوری بود.

### سیاست خارجی

#### تقسیم کشور اورگان
بریتانیا و ایالات متحده هرکدام از سفرهای کاوشگران ادعاهای مربوط به کشور اورگان را دریافت کردند. روسیه و اسپانیا از ادعاهای ضعیف خود چشم پوشی کرده بودند. ادعای مردم بومی منطقه نسبت به سرزمین‌های سنتی خود عاملی نبود.

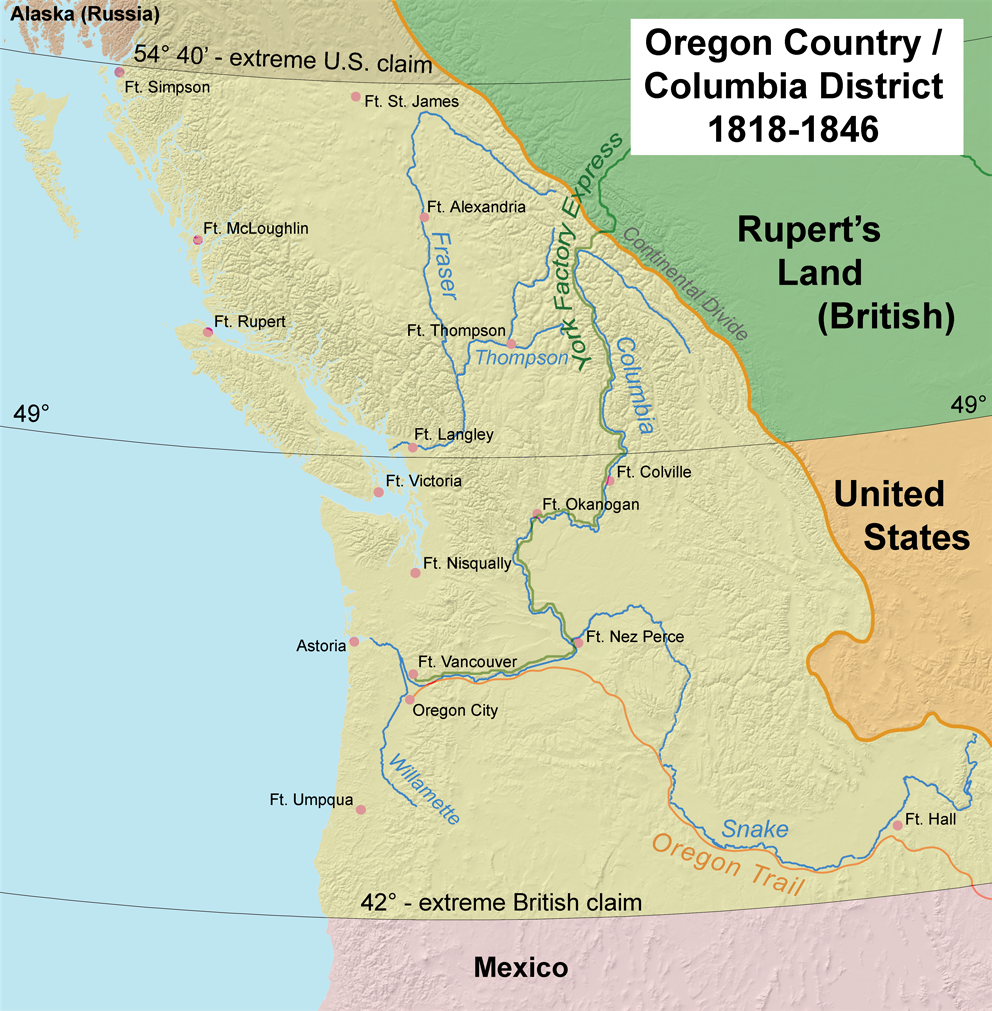
نقشه کشور اورگان که در معاهده اورگان بین آمریکایی‌ها و بریتانیایی‌ها در مدار ۴۹ تقسیم شد.

واشینگتن و لندن به جای جنگ بر سر قلمرو دوردست و ناآرام، به‌طور دوستانه مذاکره کردند. دولت‌های قبلی ایالات متحده پیشنهاد داده بودند که منطقه را در امتداد مدار ۴۹ تقسیم کنند، که برای بریتانیا قابل قبول نبود، زیرا این کشور دارای منافع تجاری در امتداد رود کلمبیا بود. تقسیم برگزیده بریتانیا برای پولک غیرقابل قبول بود، زیرا پیوجت ساند و تمام زمین‌های شمال رود کلمبیا را به بریتانیا اعطا می‌کرد، و بریتانیا حاضر به پذیرش مدار ۴۹ امتداد یافته به اقیانوس آرام نبود، زیرا به این معنی بود که کل گشایش به پیوجت ساند خواهد بود. در دست آمریکا باشد و شهرک‌های خود را در امتداد رود فریزر منزوی کند.
ادوارد اورت، سفیر تایلر در لندن، به‌طور غیررسمی پیشنهاد تقسیم قلمرو در مدار ۴۹ با جزیره استراتژیک ونکوور را که به بریتانیا اعطا شده بود، ارائه کرده بود، بنابراین اجازه می‌داد که به اقیانوس آرام باز شود. اما هنگامی که وزیر جدید بریتانیا در واشینگتن، ریچارد پاکنهام در سال ۱۸۴۴ وارد واشینگتن شد، متوجه شد که بسیاری از آمریکایی‌ها کل قلمرو را می‌خواهند، که تا ۵۴ درجه و ۴۰ دقیقه عرض شمالی امتداد دارداورگان موضوع مهمی در انتخابات ۱۸۴۴ نبود، اما هجوم شدید مهاجران، عمدتاً آمریکایی، به کشور اورگان در سال ۱۸۴۵، و افزایش روحیه توسعه طلبی در ایالات متحده در حالی که تگزاس و اورگان چشم مردم را به خود جلب کرد، یک معاهده منعقد کردند. بسیاری از دموکرات‌ها معتقد بودند که ایالات متحده باید از ساحلی به ساحل دیگر را در بر بگیرد، فلسفه ای به نام تقدیر آشکار.
اگرچه هر دو طرف به دنبال مصالحه قابل قبولی بودند، اما هر یک این سرزمین را یک دارایی مهم ژئوپلیتیکی می‌دانستند که نقش مهمی در تعیین قدرت مسلط در آمریکای شمالی ایفا می‌کرد. پولک در سخنرانی افتتاحیه خود اعلام کرد که ادعای ایالات متحده در مورد این سرزمین را «روشن و غیرقابل انکار» می‌بیند و تهدیدات جنگ از سوی رهبران بریتانیا را در صورت تلاش پولک برای به دست گرفتن کنترل کل قلمرو برانگیخته است. پولک در خطاب خود از ادعای کل قلمرو خودداری کرده بود، اگرچه پلتفرم حزب دموکرات خواستار چنین ادعایی بود. علیرغم لفاظی‌های جنگ طلبانه پولک، او جنگ بر سر اورگان را نابخردانه می‌دانست و پولک و بیوکنن مذاکرات را با بریتانیا آغاز کردند. مانند اسلاف خود، پولک مجدداً تقسیم در امتداد مدار ۴۹ را پیشنهاد کرد که پاکنهام بلافاصله آن را رد کرد. بیوکنن نسبت به جنگ دو جبهه ای با مکزیک و بریتانیا محتاط بود، اما پولک مایل بود برای دستیابی به یک راه حل مطلوب با هر دو کشور خطر جنگ کند. در پیام سالانه خود به کنگره در دسامبر ۱۸۴۵، پولک درخواست موافقت با اعطای اخطار یک ساله به بریتانیا (همان‌طور که در معاهده ۱۸۱۸ لازم بود) در مورد قصد او برای پایان دادن به اشغال مشترک اورگان بود. در آن پیام، او از دکترین مونرو برای نشان دادن قصد آمریکا برای دور نگه‌داشتن قدرت‌های اروپایی نقل‌قول کرد که اولین استفاده مهم از آن از زمان پیدایش آن در سال ۱۸۲۳ بود. پس از بحث‌های فراوان، کنگره این قطعنامه را در آوریل ۱۸۴۶ تصویب کرد و امیدوار بود که این اختلاف به صورت دوستانه حل و فصل شود.
هنگامی که وزیر خارجه بریتانیا، لرد آبردین، از پیشنهادی که پاکنهام رد کرد، مطلع شد، آبردین از ایالات متحده خواست تا مذاکرات را از سر بگیرد، اما پولک مایل نبود مگر اینکه بریتانیا پیشنهادی ارائه کند. با حرکت بریتانیا به سمت تجارت آزاد با لغو قوانین ذرت، روابط تجاری خوب با ایالات متحده برای آبردین مهم‌تر از یک سرزمین دور بود. در فوریه ۱۸۴۶، به لویی مک‌لین، وزیر آمریکایی در لندن، گفته شد که واشینگتن به پیشنهاد بریتانیا برای تقسیم قاره در مدار ۴۹ نگاه مثبت خواهد داشت. در ژوئن ۱۸۴۶، پاکنهام پیشنهادی مبنی بر ایجاد یک خط مرزی در مدار ۴۹ ارائه کرد، با این استثنا که بریتانیا تمام جزیره ونکوور را حفظ خواهد کرد و تا پایان منشور حقوق ناوبری محدودی برای افراد بریتانیایی در رودخانه کلمبیا وجود خواهد داشت. پولک و اکثر اعضای کابینه اش آماده پذیرش این پیشنهاد بودند. سنا معاهده اورگان را با ۴۱ رای موافق به ۱۴ تصویب کرد. تمایل پولک به خطر جنگ با بریتانیا بسیاری را ترسانده بود، اما تاکتیک‌های سخت مذاکره او ممکن است امتیازاتی را از بریتانیا (به‌ویژه در مورد رودخانه کلمبیا) به دست آورد که رئیس‌جمهور آشتی‌جوتر ممکن بود برنده نشود.

#### الحاق تگزاس

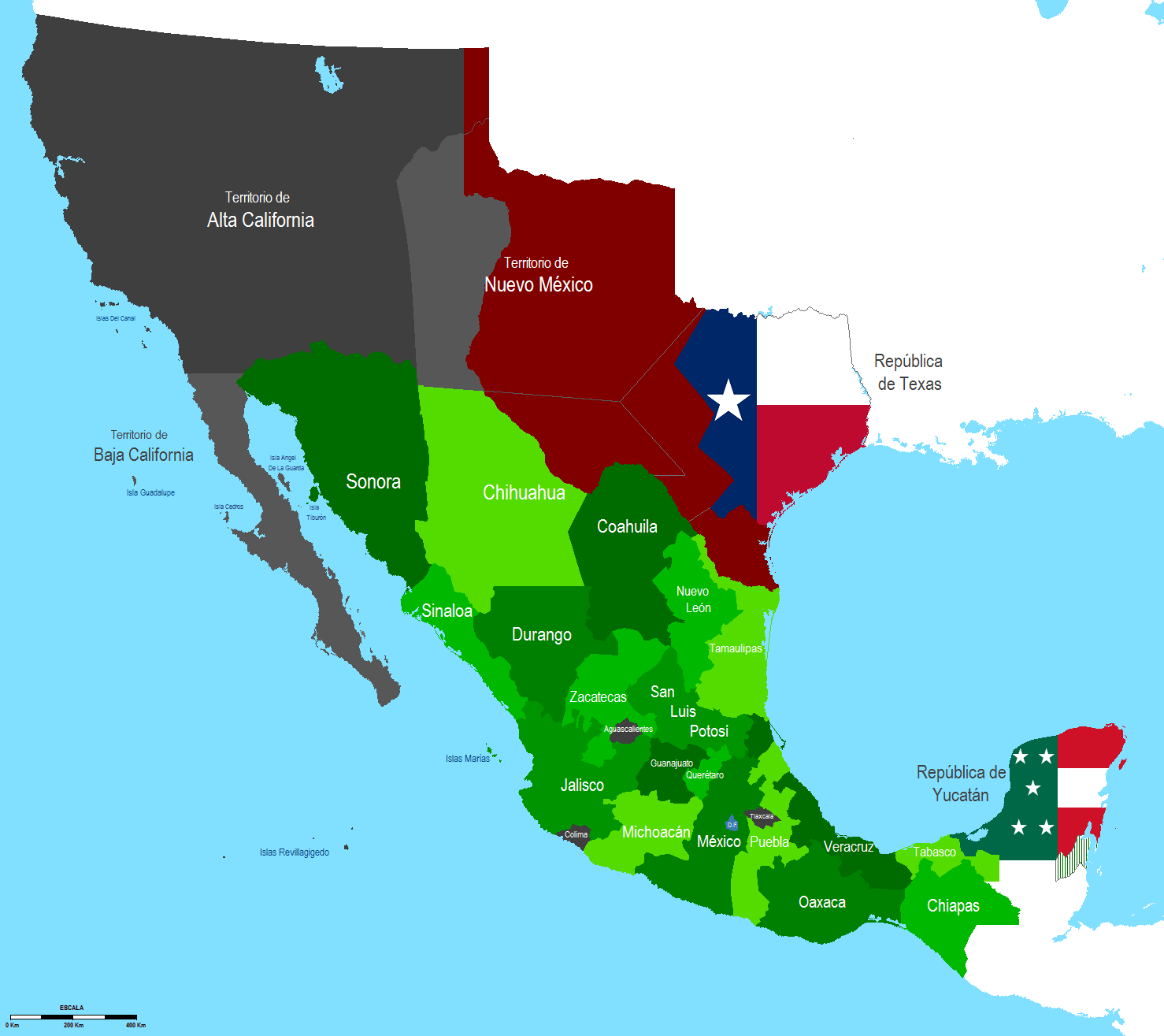
نقشه مکزیک در سال ۱۸۴۵ با رنگ قرمز جمهوری تگزاس، جمهوری یوکاتان و قلمرو مورد مناقشه بین مکزیک و تگزاس. مکزیک مدعی شد که تمام تگزاس را در اختیار دارد.

قطعنامه الحاق که توسط تایلر امضا شد به رئیس‌جمهور این امکان را داد که از تگزاس بخواهد الحاق را تأیید کند یا مذاکرات را بازگشایی کند. تایلر بلافاصله یک پیام رسان با گزینه اول فرستاد. پولک به پیام رسان اجازه داد تا ادامه دهد. او همچنین اطمینان داد که ایالات متحده از تگزاس دفاع خواهد کرد و مرز جنوبی خود را در ریو گرانده، همان‌طور که توسط تگزاس ادعا شده است، به جای رودخانه نیوسس، همان‌طور که توسط مکزیک ادعا شده است، تعمیر خواهد کرد. احساسات عمومی در تگزاس طرفدار الحاق بود. در ژوئیه ۱۸۴۵، یک کنوانسیون تگزاس الحاق را تصویب کرد و پس از آن رأی دهندگان آن را تأیید کردند. در دسامبر ۱۸۴۵، تگزاس بیست و هشتمین ایالت شد. با این حال مکزیک با تصویب قطعنامه مشترک در مارس ۱۸۴۵ روابط دیپلماتیک خود را با ایالات متحده قطع کرد. اکنون الحاق، تنش‌ها را تشدید کرد زیرا مکزیک هرگز استقلال تگزاس را به رسمیت نشناخته بود.

#### جنگ مکزیک و آمریکا

##### راه به سوی جنگ
پس از الحاق در سال ۱۸۴۵، پولک مقدمات یک جنگ احتمالی را آغاز کرد و ارتشی به رهبری سرتیپ زکری تیلور به تگزاس فرستاد. به نیروهای زمینی و دریایی آمریکا دستور داده شد که به هرگونه تجاوز مکزیک پاسخ دهند اما از تحریک جنگ اجتناب کنند. پولک فکر می‌کرد مکزیک تحت فشار تسلیم خواهد شد.

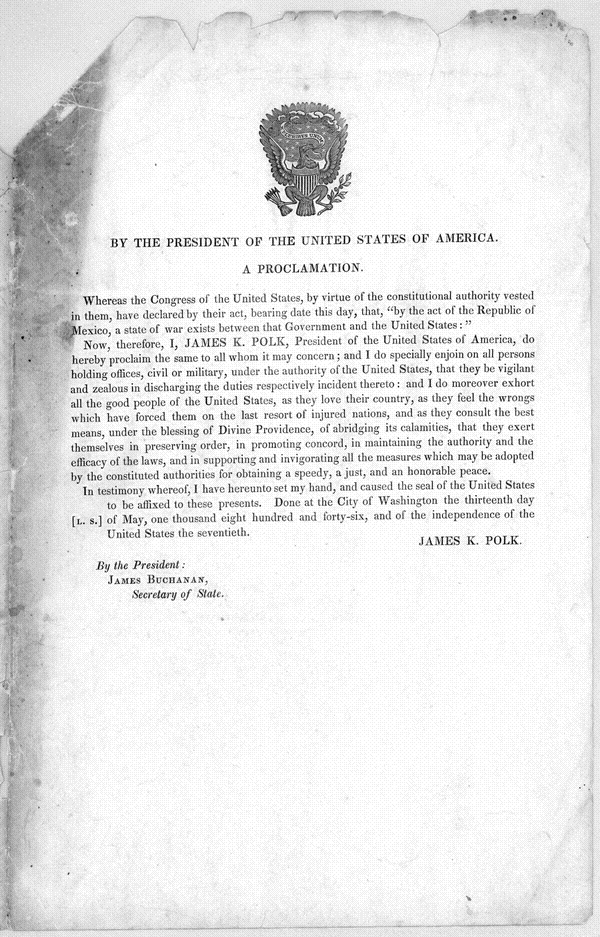
اعلامیه جنگ ریاست جمهوری پولک علیه مکزیک

پولک امیدوار بود که نمایش قدرت به مذاکرات منجر شود. در اواخر سال ۱۸۴۵، او جان اسلیدل را به مکزیک فرستاد تا نیومکزیکو و کالیفرنیا را به قیمت ۳۰ میلیون دلار خریداری کند، و همچنین موافقت مکزیک را با مرز ریو گرانده تضمین کند. افکار مکزیکی خصمانه بود و رئیس‌جمهور خوزه خواکین دو هررا از پذیرش اسلیدل خودداری کرد. هررا به زودی توسط یک کودتای نظامی به رهبری ژنرال ماریانو پاردس، یک تندرو که متعهد به بازپس‌گیری تگزاس شد، خلع شد. اعزام‌های اسلیدل به واشینگتن هشدار داد که جنگ نزدیک است.
پولک رفتار با اسلیدل را توهین و «علت جنگی فراوان» می‌دانست و آماده درخواست از کنگره برای اعلام آن شد. در همین حال، در اواخر ماه مارس، ژنرال تیلور به ریو گرانده رسیده بود و ارتش او در آن سوی رودخانه از ماتاموروس، تامائولیپاس، لشکر کشید. در آوریل، پس از آنکه ژنرال مکزیکی پدرو دی آمپودیا خواستار بازگشت تیلور به رودخانه نویسس شد، تیلور محاصره ماتاموروس را آغاز کرد. درگیری در ضلع شمالی ریو گراند در ۲۵ آوریل با کشته شدن یا اسارت ده‌ها سرباز آمریکایی به پایان رسید و به ماجرای تورنتون معروف شد. خبر در ۹ مه به واشینگتن رسید و پولک پیام جنگی را به کنگره فرستاد که مکزیک «خون آمریکا را در خاک آمریکا ریخته است». مجلس با اکثریت قاطع قطعنامه ای را تصویب کرد که در آن اعلام جنگ می‌کرد و به رئیس‌جمهور اجازه می‌داد ۵۰٬۰۰۰ داوطلب را به ارتش بپذیرد. در مجلس سنا، مخالفان جنگ به رهبری کلهون روایت پولک از وقایع را زیر سؤال بردند. با این وجود، قطعنامه مجلس سنا با ۴۰ رای موافق در برابر ۲ رای مخالف، با کلهون ممتنع به تصویب رسید، که نشانه آغاز جنگ مکزیک و آمریکا بود.

##### دوره جنگ

نقشه اجمالی جنگ

پس از درگیری‌های اولیه، تیلور و بسیاری از ارتشش از رودخانه دور شدند تا خط تدارکات را ایمن کنند و یک پایگاه موقت، فورت تگزاس را ترک کردند. در راه بازگشت به ریو گرانده، نیروهای مکزیکی تحت فرماندهی ژنرال ماریانو آریستا تلاش کردند تا راه تیلور را مسدود کنند، زیرا سایر سربازان فورت تگزاس را محاصره کردند و ژنرال ارتش ایالات متحده را مجبور به حمله کردند، اگر او امیدوار بود که قلعه را تسکین دهد. در نبرد پالو آلتو، اولین درگیری مهم جنگ، سربازان تیلور آریستا را مجبور به ترک میدان کردند و مکزیکی‌ها تنها از چهار تا صدها کشته متحمل شدند. روز بعد، تیلور ارتش را به پیروزی در نبرد رساکا د لا پالما هدایت کرد و ارتش مکزیک را شکست داد. موفقیت‌های اولیه، حمایت از جنگ را افزایش داد، جنگی که علی‌رغم رأی‌های بی‌طرف در کنگره، ملت را عمیقاً از هم جدا کرده بود. بسیاری از ویگ‌های شمالی مانند دیگران با جنگ مخالف بودند. آنها احساس می‌کردند که پولک از میهن‌پرستی استفاده کرده است تا ملت را برای جنگیدن درگیر کند، هدف آن این بود که به بردگی فضایی برای گسترش داده شود.
پولک به دو افسر ارشد، سرلشکر وینفیلد اسکات و تیلور، بی‌اعتماد بود، زیرا هر دو ویگ بودند، و دموکرات‌ها را جایگزین آنها می‌کرد، اما احساس می‌کرد کنگره آن را تأیید نخواهد کرد. او به اسکات سمت فرماندهی ارشد در جنگ را پیشنهاد کرد که ژنرال پذیرفت. پولک و اسکات قبلاً همدیگر را می‌شناختند و دوست نداشتند: رئیس‌جمهور علی‌رغم این واقعیت که اسکات به دنبال نامزدی ریاست‌جمهوری حزبش برای انتخابات ۱۸۴۰ بود، این انتصاب را انجام داد. پولک به این باور رسید که اسکات در دور کردن خود و ارتشش از واشینگتن و به ریو گرانده بسیار کند عمل می‌کند و از اینکه اسکات از نفوذ خود در کنگره برای شکست دادن طرح دولت برای افزایش تعداد ژنرال‌ها استفاده می‌کند، خشمگین شد. در آن زمان خبر پیروزی تیلور در رساکا د لا پالما رسید و پولک تصمیم گرفت که تیلور فرماندهی میدان را به عهده بگیرد و اسکات در واشینگتن بماند. پولک همچنین به کمودور کانر دستور داد تا به آنتونیو لوپز دو سانتا آنا اجازه دهد که از تبعید خود در هاوانا به مکزیک بازگردد، با این فکر که او در مورد معاهده واگذاری قلمرو به ایالات متحده در ازای بهایی مذاکره خواهد کرد. پولک نمایندگانی را برای مذاکره با سانتا آنا به کوبا فرستاد.
پولک یک اکسپدیشن ارتش به رهبری استفن دبلیو کرنی را به سمت سانتافه به قلمروی فراتر از ادعاهای اصلی در تگزاس فرستاد. در سال ۱۸۴۵، پولک، از ترس مداخله فرانسه یا بریتانیا، ستوان آرچیبالد اچ. گیلسپی را با دستوری به کالیفرنیا فرستاد تا یک شورش طرفدار آمریکا را تحریک کند که می‌تواند برای توجیه الحاق قلمرو مورد استفاده قرار گیرد. پس از ملاقات با گیلسپی، کاپیتان ارتش جان سی. فریمونت مهاجران در شمال کالیفرنیا را رهبری کرد تا پادگان مکزیکی را در سونوما سرنگون کنند تا به شورش پرچم خرس‌ها معروف شود. در اوت ۱۸۴۶، نیروهای آمریکایی تحت فرمان کرنی، سانتافه، مرکز استان نیومکزیکو را بدون شلیک گلوله تصرف کردند. تقریباً همزمان، کمدور رابرت اف. استاکتون به لس آنجلس آمد و تصرف کالیفرنیا را اعلام کرد. پس از سرکوب شورش توسط نیروهای آمریکایی، ایالات متحده کنترل مؤثری بر نیومکزیکو و کالیفرنیا داشت. با این وجود، تئاتر غربی جنگ برای پولک یک سردرد سیاسی خواهد بود، زیرا اختلاف بین فریمونت و کرنی منجر به گسست بین پولک و سناتور قدرتمند میزوری (و پدرزن فریمونت)، توماس هارت بنتون شد.

اخبار جنگ از مکزیک، نقاشی ۱۸۴۸ توسط ریچارد کاتون وودویل

سرخوشی اولیه عمومی در مورد پیروزی‌ها در آغاز جنگ به آرامی از بین رفت. در آگوست ۱۸۴۶، پولک از کنگره خواست تا ۲ میلیون دلار (حدود ۶۰٫۷ میلیون دلار در سال ۲۰۲۳) به عنوان پیش پرداخت برای خرید احتمالی زمین‌های مکزیکی اختصاص دهد. درخواست پولک مخالفت‌ها را برانگیخت، زیرا او هرگز تمایل خود را برای ضمیمه کردن بخش‌هایی از مکزیک (به غیر از زمین‌های مورد ادعای تگزاس) علنی نکرده بود. مشخص نبود که آیا چنین زمین‌هایی که به تازگی به دست آمده‌اند برده یا آزاد خواهند بود، و بحث‌های شدید و تندی وجود داشت. دیوید ویلموت از پنسیلوانیا، یکی از اعضای دموکرات کنگره، که قبلاً از حامیان جدی دولت پولک بود، اصلاحیه‌ای را در لایحه ویلموت ارائه کرد که بردگی را در هر سرزمینی که با استفاده از پول به دست می‌آید ممنوع می‌کند. لایحه تخصیص، با شرط ویلموت پیوست، به تصویب مجلس رسید، اما در سنا رد شد. این اختلاف به ضرر حزب پولک تمام شد و دموکرات‌ها کنترل مجلس را در انتخابات ۱۸۴۶ از دست دادند. با این حال، در اوایل سال ۱۸۴۷، پولک در تصویب لایحه‌ای برای افزایش هنگ‌های بیشتر موفق بود، و او نیز در نهایت تاییدیه را برای تخصیص به دست آورد.

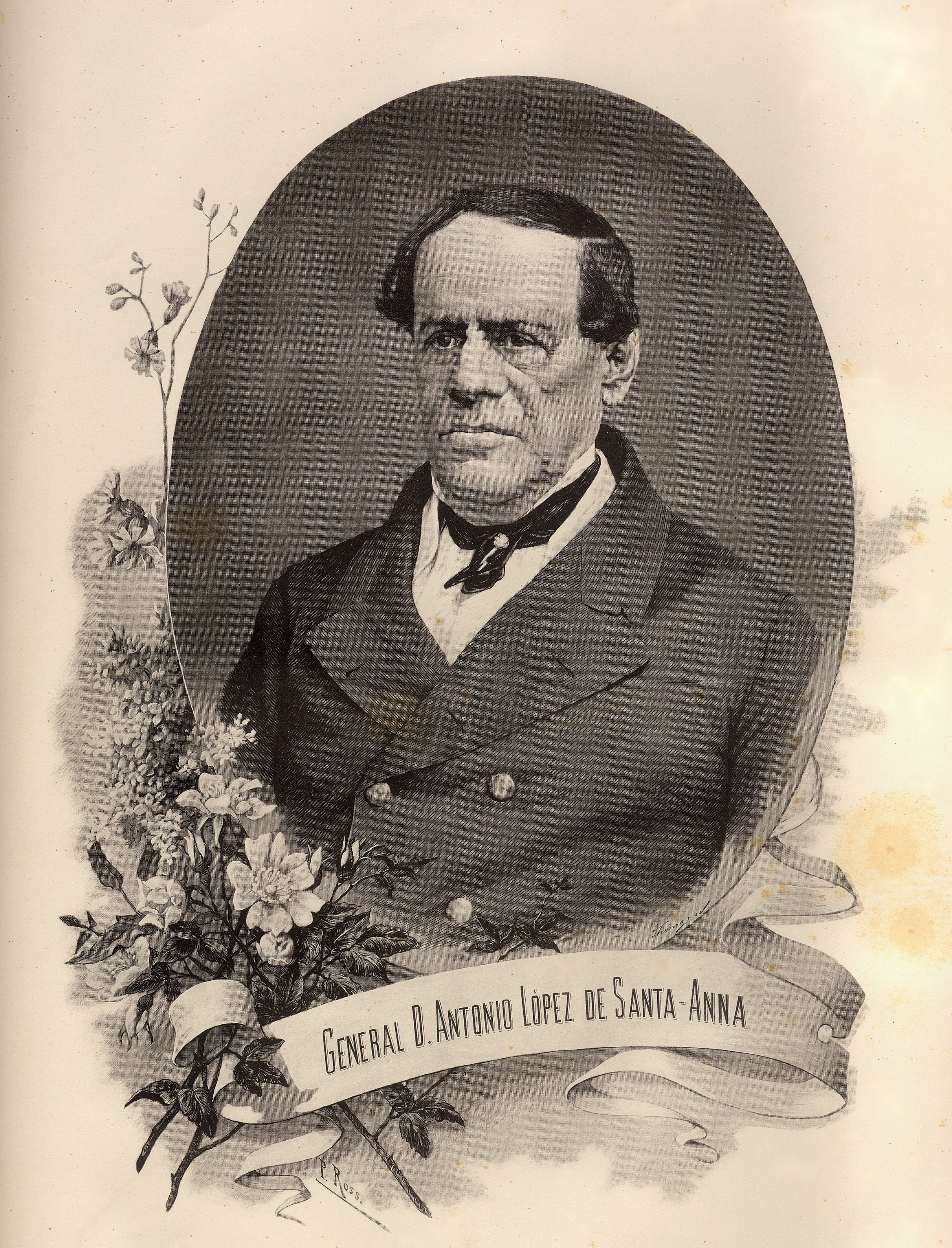
آنتونیو لوپز دو سانتا آنا، ۱۸۴۷

برای تلاش برای پایان دادن سریع به جنگ، در ژوئیه ۱۸۴۶، پولک حمایت از کودتای احتمالی به رهبری رئیس‌جمهور سابق مکزیکی، ژنرال آنتونیو لوپز دو سانتا آنا را در نظر گرفت، با این امید که سانتا آنا بخش‌هایی از کالیفرنیا را بفروشد. سانتا آنا در تبعید در کوبا بود که هنوز مستعمره اسپانیا بود. پولک نامه ای فرستاد تا با سانتا آنا گفتگوهای محرمانه داشته باشد. کنسول ایالات متحده در هاوانا، آر.بی. کمپبل، شروع به جستجوی راهی برای تعامل با سانتا آنا کرد. سرهنگ آلخاندرو خوزه آتوچا، یک شهروند آمریکایی و اصالتاً اسپانیایی، سانتا آنا را می‌شناخت و در ابتدا به عنوان یک واسطه عمل می‌کرد. پولک به تماس‌های خود با آتوچا در دفتر خاطرات خود اشاره کرد و گفت که سانتا آنا علاقه‌مند به انعقاد معاهده با ایالات متحده برای به دست آوردن قلمرو است در حالی که مکزیک مبلغی را دریافت می‌کند که شامل تسویه بدهی‌هایش می‌شود. پولک تصمیم گرفت که آتوچا غیرقابل اعتماد است و نماینده خود، الکساندر اسلیدل مکنزی، (از خویشاوندان جان اسلیدل) را برای ملاقات با سانتا آنا فرستاد. مکنزی به سانتا آنا گفت که پولک مایل است او را در قدرت ببیند و اگر به توافق برسند که محاصره دریایی ایالات متحده برای مدت کوتاهی برداشته شود تا سانتا آنا به مکزیک بازگردد. پولک ۲ میلیون دلار از کنگره درخواست کرد تا قبل از امضای معاهده برای مذاکره با مکزیک یا پرداخت به مکزیک استفاده شود. محاصره در واقع برای مدت کوتاهی برداشته شد و سانتا آنا به مکزیک بازگشت، نه برای رهبری دولتی که با ایالات متحده بر سر یک معاهده مذاکره می‌کند، بلکه برای سازماندهی دفاع نظامی از میهن خود. سانتا آنا از ساده لوحی پولک خوشحال شد؛ پولک توسط سانتا آنا «اسنوکر» شده بود. سانتا آنا به جای رسیدن به توافقی با ایالات متحده، از مکزیک دفاع کرد و تا پایان جنگید. «اقدامات او حداقل یک سال جنگ را طولانی کرد و بیش از هر فرد مجرد دیگری، این سانتا آنا بود که رویای جنگ کوتاه پولک را انکار کرد.»
این باعث شد که پولک موقعیت خود را در مکزیک سخت‌تر کند، و او دستور فرود آمریکایی در وراکروس، مهم‌ترین بندر مکزیک در خلیج مکزیک را صادر کرد. از آنجا، سربازان باید از طریق قلب مکزیک به مکزیکو سیتی راهپیمایی کنند، که امید می‌رفت به جنگ پایان دهد. تیلور با ادامه پیشروی در شمال شرقی مکزیک، ارتش مکزیکی به رهبری آمپودیا را در نبرد مونتری در سپتامبر ۱۸۴۶ شکست داد، اما به نیروهای آمپودیا اجازه داد تا از شهر عقب‌نشینی کنند، و این باعث تعجب پولک شد. پولک معتقد بود که تیلور به شدت دشمن را تعقیب نکرده بود و فرماندهی اکسپدیشن وراکروس را به اسکات پیشنهاد کرد.
عدم اعتماد پولک به تیلور توسط ژنرال ویگ که می‌ترسید رئیس‌جمهور پارتیزان قصد نابودی او را داشته باشد، بازگردانده شد. بر این اساس، تیلور از دستورات برای ماندن در نزدیکی مونتری سرپیچی کرد. در مارس ۱۸۴۷، پولک متوجه شد که تیلور به راهپیمایی به سمت جنوب ادامه داده و شهر سالتییو در شمال مکزیک را تصرف کرده است. ارتش تیلور فراتر از سالتییلو ادامه داد، ارتش تیلور با نیروی بزرگتر مکزیکی به رهبری سانتا آنا در نبرد بوئنا ویستا جنگید. گزارش‌های اولیه با شادی فراوان به مکزیک پیروز شد، اما سانتا آنا عقب‌نشینی کرد. تلفات مکزیکی‌ها پنج برابر آمریکایی‌ها بود، و این پیروزی تیلور را حتی بیشتر به یک قهرمان نظامی در چشم مردم آمریکا تبدیل کرد، اگرچه پولک ترجیح داد به جای ژنرال ویگ، شجاعت سربازان را مد نظر قرار دهد.
ایالات متحده با تهاجم خود به قلب مکزیک از طریق وراکروس و در نهایت تصرف مکزیکو سیتی، در پی نبردهای سخت، مسیر جنگ را تغییر داد. در مارس ۱۸۴۷، اسکات به وراکروس رسید و به سرعت کنترل شهر را به دست آورد. مکزیکی‌ها انتظار داشتند که تب زرد و سایر بیماری‌های گرمسیری نیروهای ایالات متحده را تضعیف کند. با تسخیر وراکروس، پولک نیکلاس تریست، منشی ارشد بیوکنن را برای همراهی با ارتش اسکات و مذاکره دربارهٔ پیمان صلح با رهبران مکزیکی فرستاد. به تریست دستور داده شد که به دنبال واگذاری آلتا کالیفرنیا، نیومکزیکو، و باخا کالیفرنیا، به رسمیت شناختن ریو گرانده به عنوان مرز جنوبی تگزاس، و دسترسی ایالات متحده به سراسر تنگه تهیونتپک باشد. تریست مجاز به پرداخت ۳۰ میلیون دلار در ازای این امتیازات بود.
در آگوست ۱۸۴۷، زمانی که اسکات به سمت مکزیکوسیتی پیش رفت، سانتا آنا را در نبرد کنترراس و نبرد چوروبوسکو شکست داد. با آمریکایی‌ها در دروازه‌های مکزیکوسیتی، تریست با کمیسران مذاکره کرد، اما مکزیکی‌ها مایل بودند کمی تسلیم شوند. اسکات آماده شد تا مکزیکوسیتی را بگیرد، که در اواسط سپتامبر انجام داد. در ایالات متحده، بحث سیاسی داغی در مورد اینکه ایالات متحده باید به دنبال الحاق مکزیک باشد، مطرح شد، ویگ‌هایی مانند هنری کلی استدلال می‌کردند که ایالات متحده فقط باید به دنبال حل مسئله مرز تگزاس باشد، و برخی توسعه طلبان برای الحاق استدلال می‌کردند. نماینده ویگ، آبراهام لینکلن از ایلینوی، قطعنامه‌های «نقطه دقیق» را معرفی کرد و از پولک خواست که دقیقاً محل ریخته شدن خون آمریکایی‌ها در خاک آمریکا برای شروع جنگ را اعلام کند، اما مجلس از بررسی آنها خودداری کرد.

##### صلح: معاهده گوادالوپه هیدالگو

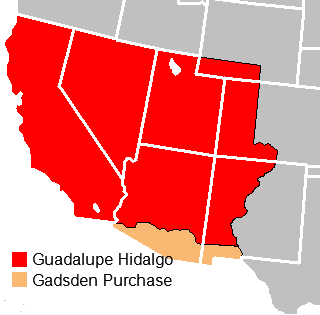
واگذاری مکزیک (به رنگ قرمز) از طریق معاهده گوادالوپه هیدالگو به دست آمد. خرید گادزدن (به رنگ نارنجی) از طریق خرید پس از خروج پولک از دفتر به دست آمد.

پولک که از عدم پیشرفت در مذاکرات ناامید شده بود، به تریست دستور داد به واشینگتن بازگردد، اما دیپلمات، هنگامی که اخطار فراخوان در اواسط نوامبر ۱۸۴۷ رسید، دستور را نادیده گرفت و تصمیم گرفت بماند و ماه بعد نامه ای طولانی به پولک بنویسد. تا تصمیم خود را توجیه کند. پولک در نظر گرفت که باتلر، که به عنوان جانشین اسکات تعیین شده بود، او را به زور از مکزیکوسیتی برکنار کند. اگرچه پولک از سرپیچی تریست خشمگین شد، اما تصمیم گرفت به او مدتی برای مذاکره دربارهٔ یک معاهده اجازه دهد.
در طول ژانویه ۱۸۴۸، تریست مرتباً با مقامات مکزیکوسیتی ملاقات می‌کرد، اگرچه به درخواست مکزیکی‌ها، امضای معاهده در گوادالوپه هیدالگو، شهر کوچکی در نزدیکی مکزیکو سیتی انجام شد. تریست مایل بود به مکزیک اجازه دهد تا باخا کالیفرنیا را حفظ کند، همان‌طور که دستوراتش اجازه می‌داد، اما با موفقیت برای گنجاندن بندر مهم سن دیگو در واگذاری آلتا کالیفرنیا چانه زنی کرد. مقررات شامل مرز ریو گرانده و پرداخت ۱۵ میلیون دلار به مکزیک بود. در ۲ فوریه ۱۸۴۸، تریست و هیئت مکزیکی معاهده گوادالوپه هیدالگو را امضا کردند. پولک این سند را در ۱۹ فوریه دریافت کرد و پس از تشکیل کابینه، تصمیم گرفت که چاره‌ای جز پذیرش آن نداشته باشد. اگر او آن را رد می‌کرد، در حالی که مجلس تا آن زمان تحت کنترل ویگ‌ها بود، هیچ اطمینانی وجود نداشت که کنگره به بودجه برای ادامه جنگ رأی دهد. هم بیوکنن و هم واکر مخالف بودند و زمین بیشتری از مکزیک می‌خواستند، موضعی که رئیس‌جمهور با آن همدل بود، اگرچه او دیدگاه بیوکنن را ناشی از جاه طلبی او می‌دانست.
برخی از سناتورها با این معاهده مخالفت کردند زیرا می‌خواستند هیچ سرزمینی از مکزیک را تصرف کنند. دیگران به دلیل ماهیت نامنظم مذاکرات تریست تردید داشتند. پولک دو هفته در حالت تعلیق منتظر ماند تا سنا آن را بررسی کند و گاهی شنیده بود که احتمالاً شکست خواهد خورد و بیوکنن و واکر علیه آن کار می‌کنند. وقتی دو افسر کابینه از طرف معاهده لابی کردند، خیالش راحت شد. در ۱۰ مارس، سنا این معاهده را با ۳۸ رای موافق به ۱۴ تصویب کرد، رای که خطوط حزبی و جغرافیایی را قطع کرد. سنا قبل از تصویب تغییراتی در معاهده ایجاد کرد و پولک نگران بود که دولت مکزیک آنها را رد کند. در ۷ ژوئن، پولک متوجه شد که مکزیک این معاهده را تصویب کرده است. پولک این معاهده را از ۴ ژوئیه ۱۸۴۸ به اجرا درآورد و به این ترتیب به جنگ پایان داد. با تصاحب کالیفرنیا، پولک به هر چهار هدف اصلی ریاست جمهوری خود دست یافت. به استثنای سرزمینی که توسط خرید گادزدن در سال ۱۸۵۳ به دست آمد، و برخی اصلاحات جزئی بعدی، تصاحب سرزمینی تحت پولک مرزهای مدرن ایالات متحده را ایجاد کرد.

#### پس از جنگ و سرزمین‌ها

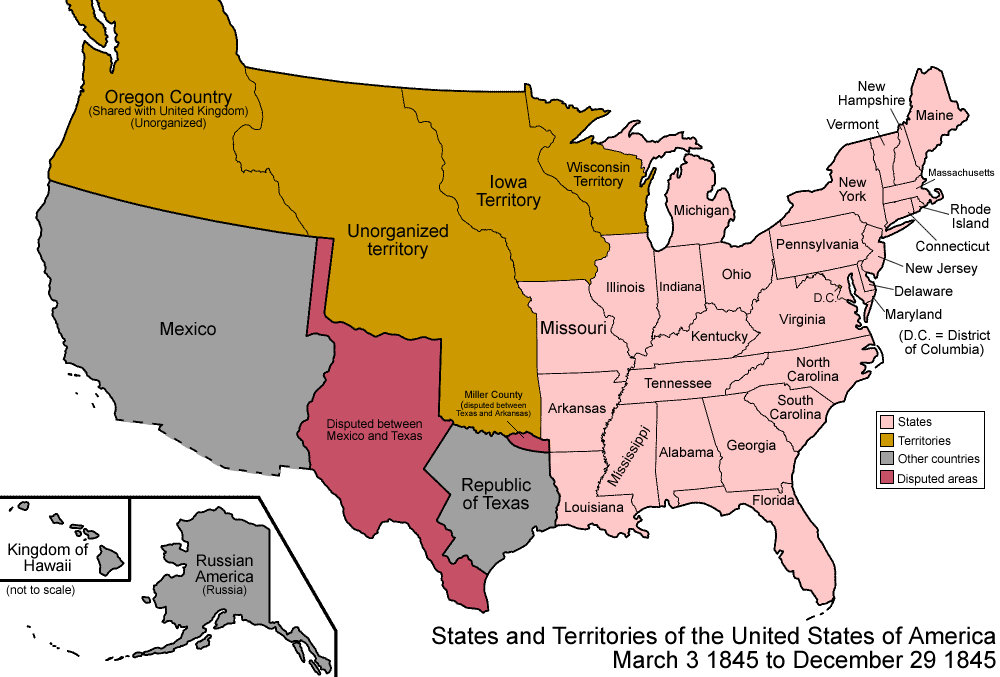
ایالات و مناطق ایالات متحده زمانی که پولک وارد قدرت شد

پولک مشتاق بود تا یک حکومت سرزمینی برای اورگان ایجاد کند، اما موضوع درگیر بحث بر سر برده داری شد، اگرچه تعداد کمی اورگان را برای آن مناسب می‌دانستند. لوایح ایجاد یک حکومت سرزمینی دو بار به تصویب مجلس رسید اما در سنا از بین رفت. در زمانی که کنگره دوباره در دسامبر تشکیل جلسه داد، کالیفرنیا و نیومکزیکو در دست ایالات متحده بودند و پولک در پیام سالانه خود خواستار ایجاد دولت‌های سرزمینی در هر سه شد. مصالحه میزوری با ممنوع کردن برده‌داری در ایالت‌های شمال عرض جغرافیایی ۳۶ درجه و ۳۰ دقیقه، مسئله دسترسی جغرافیایی برده‌داری را در خرید لوئیزیانا حل و فصل کرده بود، و پولک به دنبال گسترش این خط به قلمرو تازه تصاحب شده بود. این امر برده داری را در اورگان و سانفرانسیسکو غیرقانونی می‌کرد، اما در لس آنجلس اجازه می‌داد. چنین گسترش برده داری در مجلس توسط اتحاد دو حزبی شمالی‌ها شکست خورد. در سال ۱۸۴۸ پولک لایحه ای را برای ایجاد قلمرو اورگان و ممنوعیت برده داری در آن امضا کرد.

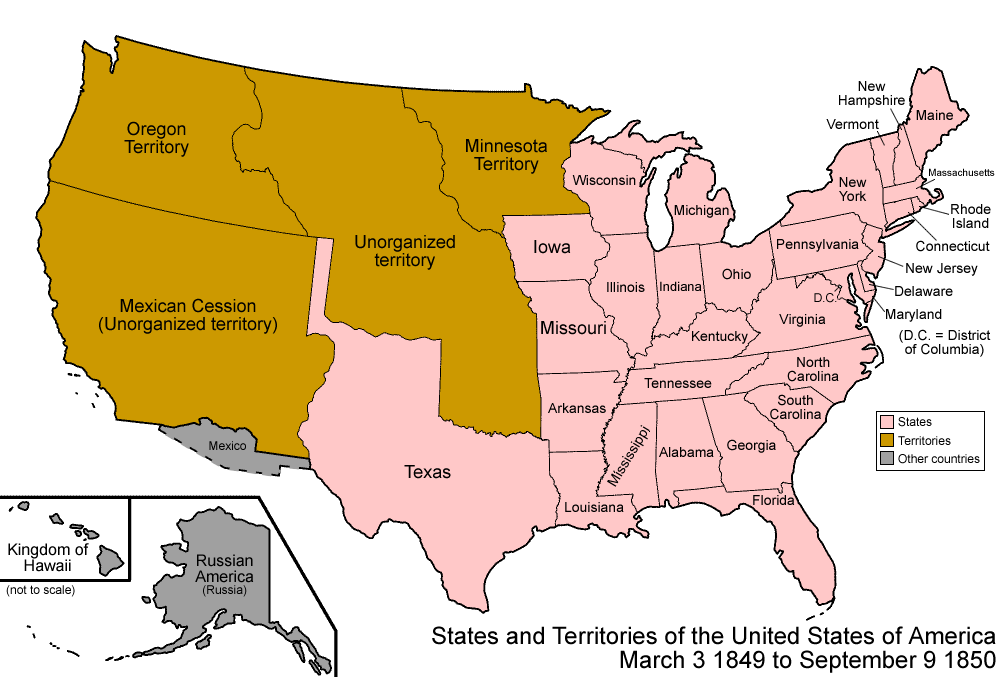
ایالت‌ها و مناطق ایالات متحده زمانی که پولک از سمت خود کنار رفت

در دسامبر ۱۸۴۸، پولک به دنبال ایجاد حکومت‌های سرزمینی در کالیفرنیا و نیومکزیکو بود، کاری که با شروع تب طلا در کالیفرنیا بسیار ضروری بود. موضوع تفرقه افکنانه برده داری این ایده را مسدود کرد. سرانجام در مصالحه ۱۸۵۰ این مسئله حل شد.
پولک در مورد لایحه ایجاد وزارت کشور (۳ مارس ۱۸۴۹) تردید داشت. او می‌ترسید که دولت فدرال قدرت را بر زمین‌های عمومی از ایالت‌ها غصب کند. با این وجود، او این لایحه را امضا کرد.

#### ابتکارات دیگر
سفیر پولک در جمهوری گرانادای جدید، بنجامین آلدن بیدلاک، در مورد معاهده مالارینو-بیدلاک مذاکره کرد. اگرچه واشینگتن در ابتدا تنها به دنبال حذف تعرفه‌ها بر کالاهای آمریکایی بود، بیدلاک و وزیر امور خارجه نیو گرانادان بر سر توافقی گسترده مذاکره کردند که روابط نظامی و تجاری را تعمیق بخشید. تضمین ایالات متحده برای حاکمیت گرانادای جدید بر باریکه پاناما نیز گنجانده شد. این معاهده در سال ۱۸۴۸ تصویب شد و در دراز مدت کانال پاناما را که در اوایل قرن بیستم ساخته شد، تسهیل کرد. همچنین اجازه ساخت راه‌آهن پاناما را داد که در سال ۱۸۵۵ افتتاح شد. این راه‌آهن که توسط آمریکایی‌ها ساخته و اداره می‌شد و توسط ارتش ایالات متحده محافظت می‌شد، سفری سریع‌تر و ایمن‌تر به کالیفرنیا و اورگان داد. این توافق تنها اتحادی بود که واشینگتن در قرن نوزدهم ایجاد کرد. این کشور نقش قوی آمریکا را در آمریکای مرکزی ایجاد کرد و وزنه‌ای برای نفوذ بریتانیا در آنجا بود.
در اواسط سال ۱۸۴۸، پرزیدنت پولک به سفیر خود در اسپانیا، رومولوس میچل ساندرز، اجازه داد تا در مورد خرید کوبا مذاکره کند و به اسپانیا تا ۱۰۰ میلیون دلار پیشنهاد دهد که در آن زمان مبلغ زیادی برای یک قلمرو، معادل ۳٫۵۲ میلیارد دلار در شرایط امروزی بود. کوبا به ایالات متحده نزدیک بود و برده داری داشت، بنابراین این ایده برای جنوبی‌ها جذاب بود اما در شمال مورد استقبال قرار نگرفت. با این حال، اسپانیا همچنان در کوبا سود می‌برد (به ویژه در شکر، ملاس، رم و تنباکو)، و بنابراین دولت اسپانیا پیشنهادهای ساندرز را رد کرد. اگرچه پولک مشتاق تصاحب کوبا بود، اما از حمایت از اکسپدیشن نارسیسو لوپز که به دنبال حمله به جزیره و تصرف آن به عنوان مقدمه ای برای الحاق بود، خودداری کرد.

### سیاست داخلی

#### سیاست مالی

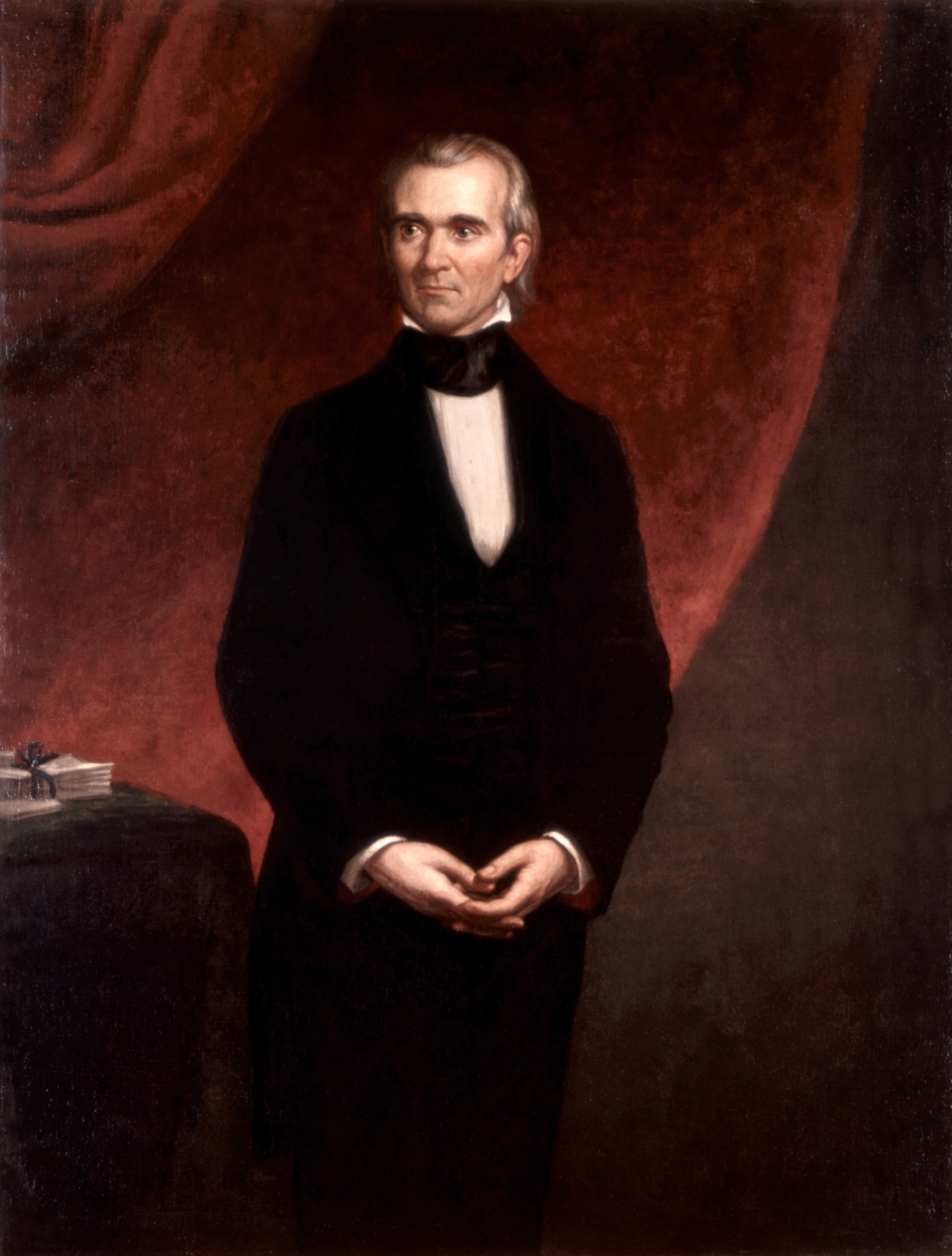
پرتره رسمی کاخ سفید پولک، اثر جرج پیتر الکساندر هیلی، ۱۸۵۸

پولک در سخنرانی افتتاحیه خود از کنگره خواست تا سیستم مستقل خزانه داری را که بر اساس آن وجوه دولتی در خزانه داری نگهداری می‌شد و نه در بانک‌ها یا سایر مؤسسات مالی، دوباره برقرار کند. رئیس‌جمهور ون بیورن قبلاً سیستم مشابهی را ایجاد کرده بود، اما در زمان دولت تایلر لغو شده بود. پولک در سخنرانی افتتاحیه خود مخالفت خود را با یک بانک ملی آشکار کرد و در اولین پیام سالانه خود به کنگره در دسامبر ۱۸۴۵، از دولت خواست که خودش وجوه خود را حفظ کند. کنگره کند عمل کرد. مجلس در آوریل ۱۸۴۶ و سنا در اوت لایحه ای را تصویب کردند، هر دو بدون یک رأی ویگ. پولک در ۶ اوت ۱۸۴۶ قانون خزانه داری مستقل را امضا کرد. این قانون مقرر می‌داشت که درآمدهای عمومی در ساختمان خزانه داری و در خزانه‌های فرعی در شهرهای مختلف، جدا از بانک‌های خصوصی یا دولتی نگهداری می‌شد. این سیستم تا تصویب لایحه فدرال رزرو در سال ۱۹۱۳ پابرجا بود.
دیگر ابتکار مهم داخلی پولک کاهش تعرفه بود. پولک به وزیر خزانه داری رابرت واکر دستور داد تا پیش نویس تعرفه جدید و پایین‌تری را تهیه کند که پولک آن را به کنگره ارائه کرد. پس از لابی شدید هر دو طرف، این لایحه به تصویب مجلس رسید و در یک رأی‌گیری نزدیک که معاون رئیس‌جمهور دالاس را ملزم به شکستن تساوی کرد، سنا در ژوئیه ۱۸۴۶ به تصویب رسید. دالاس، اگرچه اهل پنسیلوانیا بود، اما به این لایحه رأی داد، اما تصمیم گرفت که بهترین چشم‌انداز سیاسی خود را حمایت از دولت دانست. پولک تعرفه واکر را به قانون امضا کرد و به‌طور قابل ملاحظه ای نرخ‌هایی را که توسط تعرفه ۱۸۴۲ تعیین شده بود کاهش داد. کاهش تعرفه‌ها در ایالات متحده و لغو قوانین ذرت در بریتانیای کبیر به رونق تجارت انگلیس و آمریکا منجر شد.

#### توسعه کشور
کنگره لایحه رودخانه‌ها و بندرها را در سال ۱۸۴۶ تصویب کرد تا ۵۰۰٬۰۰۰ دلار برای بهبود امکانات بندری ارائه کند، اما پولک آن را وتو کرد. پولک معتقد بود که این لایحه مغایر با قانون اساسی است زیرا به‌طور غیرمنصفانه به نفع مناطق خاصی از جمله بنادری است که تجارت خارجی ندارند. پولک بهبودهای داخلی را مسائلی برای ایالت‌ها می‌دانست و می‌ترسید که تصویب این لایحه قانون‌گذاران را تشویق کند تا برای کسب امتیاز برای منطقه محل سکونت خود به رقابت بپردازند - نوعی فساد که او احساس می‌کرد به معنای محکومیت فضیلت جمهوری است. در این رابطه او از قهرمان خود جکسون پیروی کرد، که لایحه جاده میسویل را در سال ۱۸۳۰ به دلایل مشابه وتو کرده بود.
پولک که با محکومیت به بودجه فدرال برای بهبودهای داخلی مخالف بود، به شدت در برابر همه این گونه لوایح ایستاد. کنگره در سال ۱۸۴۷ لایحه بهبود داخلی دیگری را تصویب کرد. او آن را وتو کرد و در ماه دسامبر به کنگره پیام وتوی کامل فرستاد. لوایح مشابه در سال ۱۸۴۸ در کنگره ادامه یافت، اگرچه هیچ‌کدام به میز او نرسید. هنگامی که او برای امضای لوایح در ۳ مارس ۱۸۴۹، آخرین روز جلسه کنگره و آخرین روز کامل او در مقام ریاست جمهوری، به کاپیتول آمد، می‌ترسید که لایحه اصلاحات داخلی کنگره تصویب شود و پیش نویس پیام وتو را با خود آورد. این لایحه تصویب نشد، بنابراین نیازی به آن نبود، اما با احساس اینکه پیش نویس با مهارت نوشته شده بود، آن را در میان اوراق خود حفظ کرد.

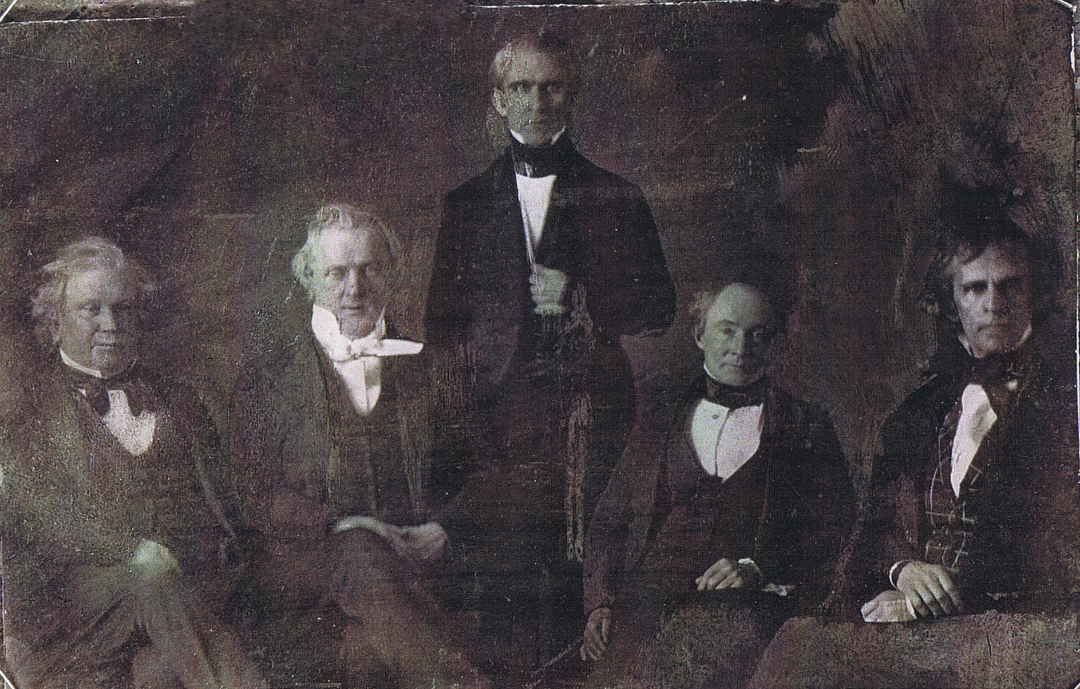
کابینه پولک در سال ۱۸۴۹

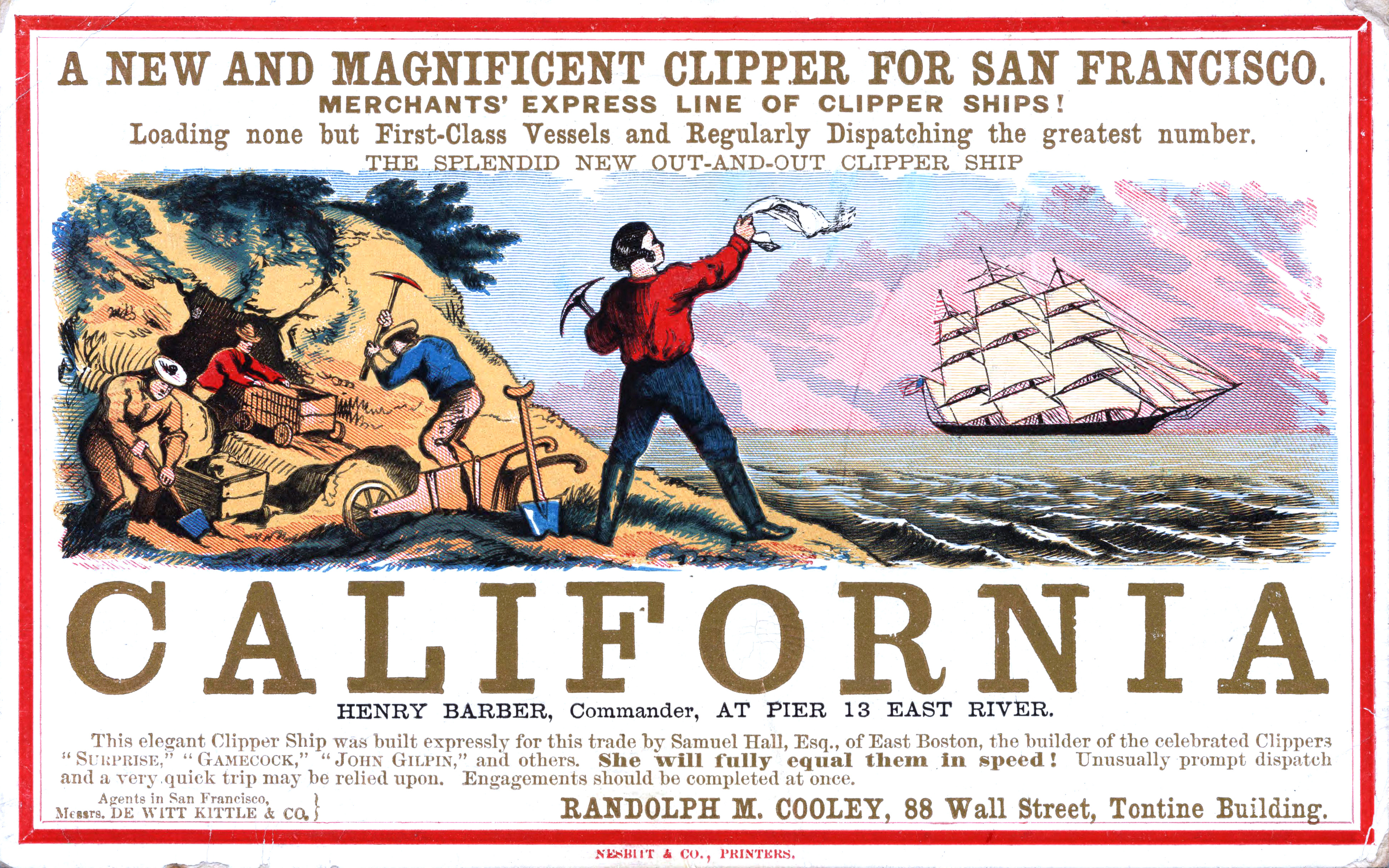
تب طلا در کالیفرنیا در آخرین روزهای ریاست پولک آغاز شد.

کلمه معتبر کشف طلا در کالیفرنیا تا پس از انتخابات ۱۸۴۸ به واشینگتن نرسید که در آن زمان پولک یک اردک لنگ بود. مخالفان سیاسی پولک ادعا کرده بودند که کالیفرنیا خیلی دورتر از آن است که مفید واقع شود و ارزش آن بهایی که به مکزیک پرداخت می‌شود را ندارد. رئیس‌جمهور از این خبر خوشحال شد و آن را تأییدی بر موضع خود در مورد توسعه تلقی کرد و در آخرین پیام سالانه خود به کنگره در دسامبر سال جاری چندین بار به این کشف اشاره کرد. اندکی پس از آن، نمونه‌های واقعی طلای کالیفرنیا وارد شد و پولک پیام ویژه‌ای در این زمینه به کنگره ارسال کرد. این پیام که گزارش‌های کمتر معتبر را تأیید می‌کرد، باعث شد تعداد زیادی از مردم، چه از ایالات متحده و چه از خارج، به کالیفرنیا نقل مکان کنند، در نتیجه به جرقه‌ای برای تب طلا در کالیفرنیا کمک کرد.

#### انتصابات قضایی

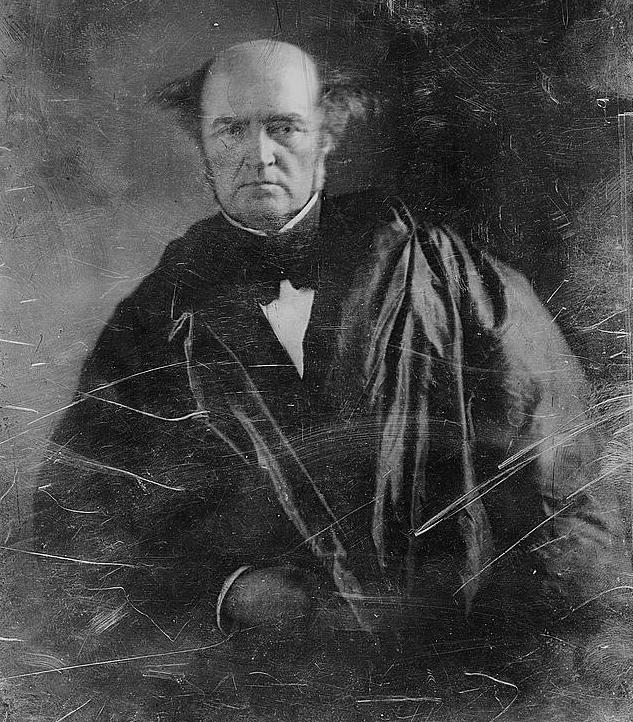
قاضی شریک لوی وودبری (حدود ۱۸۵۰)

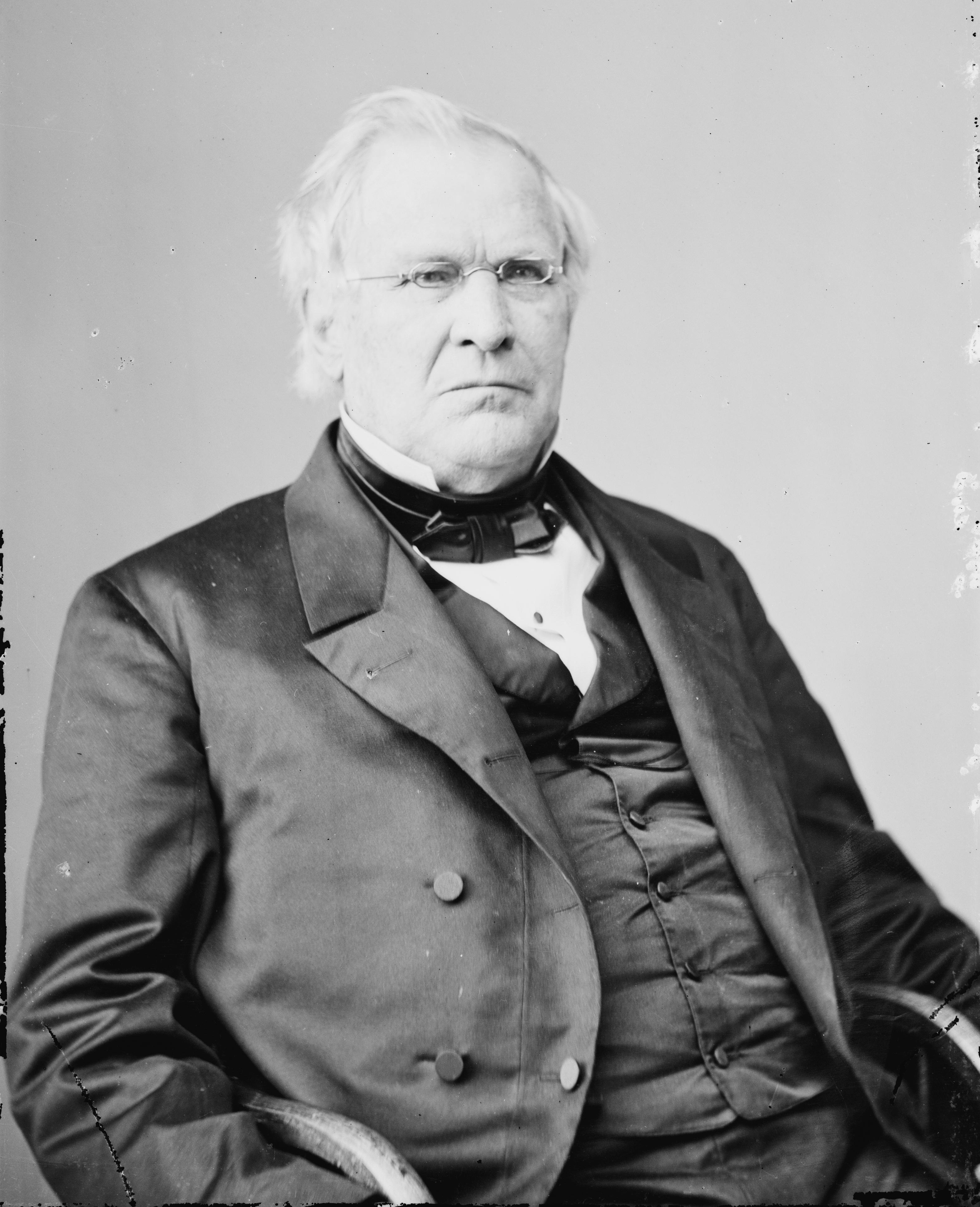
رابرت سی گریر، یکی از دو منصوب رئیس‌جمهور پولک به دیوان عالی

مرگ قاضی هنری بالدوین در سال ۱۸۴۴ جای خالی دیوان عالی را بر جای گذاشت، اما تایلر نتوانسته بود سنا را برای تأیید نامزدی وادار کند. در آن زمان رسم بر این بود که تعادل جغرافیایی در دیوان عالی وجود داشته باشد و بالدوین اهل پنسیلوانیا بود. تلاش‌های پولک برای پرکردن کرسی بالدوین در سیاست پنسیلوانیا و تلاش‌های رهبران جناح برای تضمین پست پرسود جمع‌آوری گمرک برای بندر فیلادلفیا درگیر شد. هنگامی که پولک تلاش کرد راه خود را از طریق میدان مین سیاست پنسیلوانیا بیابد، با مرگ جاستیس جوزف استوری، در سپتامبر ۱۸۴۵، جایگاه دوم در دادگاه عالی خالی شد.انتظار می‌رفت که جایگزین او از زادگاهش نیوانگلند بیاید. از آنجایی که مرگ استوری در حالی اتفاق افتاد که مجلس سنا در جلسه نبود، پولک توانست قرار ملاقاتی برای تعطیلات بگذارد و سناتور لوی وودبری از نیوهمپشایر را انتخاب کرد و هنگامی که مجلس سنا در دسامبر ۱۸۴۵ دوباره تشکیل شد، وودبری تأیید شد. نامزد اولیه پولک برای کرسی بالدوین، جورج دبلیو وودوارد، در ژانویه ۱۸۴۶ توسط سنا رد شد، تا حد زیادی به دلیل مخالفت سایمون کامرون، سناتور بیوکنن و پنسیلوانیا.
با وجود عصبانیت پولک از بیوکنن، او در نهایت به وزیر امور خارجه پیشنهاد کرسی داد، اما بیوکنن پس از مدتی بلاتکلیفی، آن را رد کرد. پولک متعاقباً رابرت کوپر گریر از پیتسبورگ را نامزد کرد که تاییدیه را به دست آورد. قاضی وودبری در سال ۱۸۵۱ درگذشت، اما گریر تا سال ۱۸۷۰ خدمت کرد و در پرونده برده داری درد اسکات در برابر سندفرد (۱۸۵۷) نظری نوشت مبنی بر اینکه بردگان دارایی هستند و نمی‌توانند شکایت کنند.
پولک هشت قاضی فدرال دیگر را منصوب کرد، یکی در دادگاه ناحیه کلمبیا ایالات متحده، و هفت قاضی در دادگاه‌های ناحیه ای مختلف ایالات متحده.

## انتخابات ۱۸۴۸

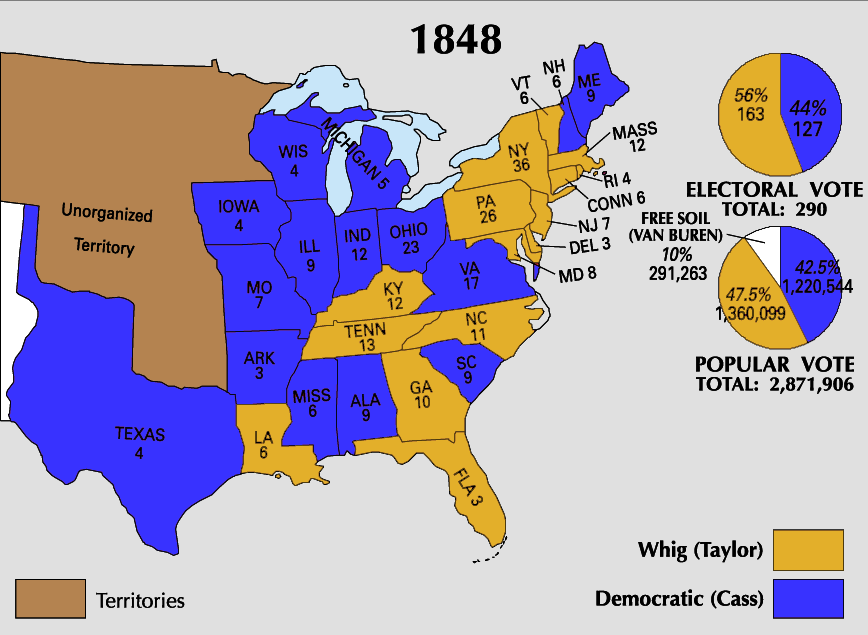
نتایج انتخابات ریاست جمهوری ۱۸۴۸

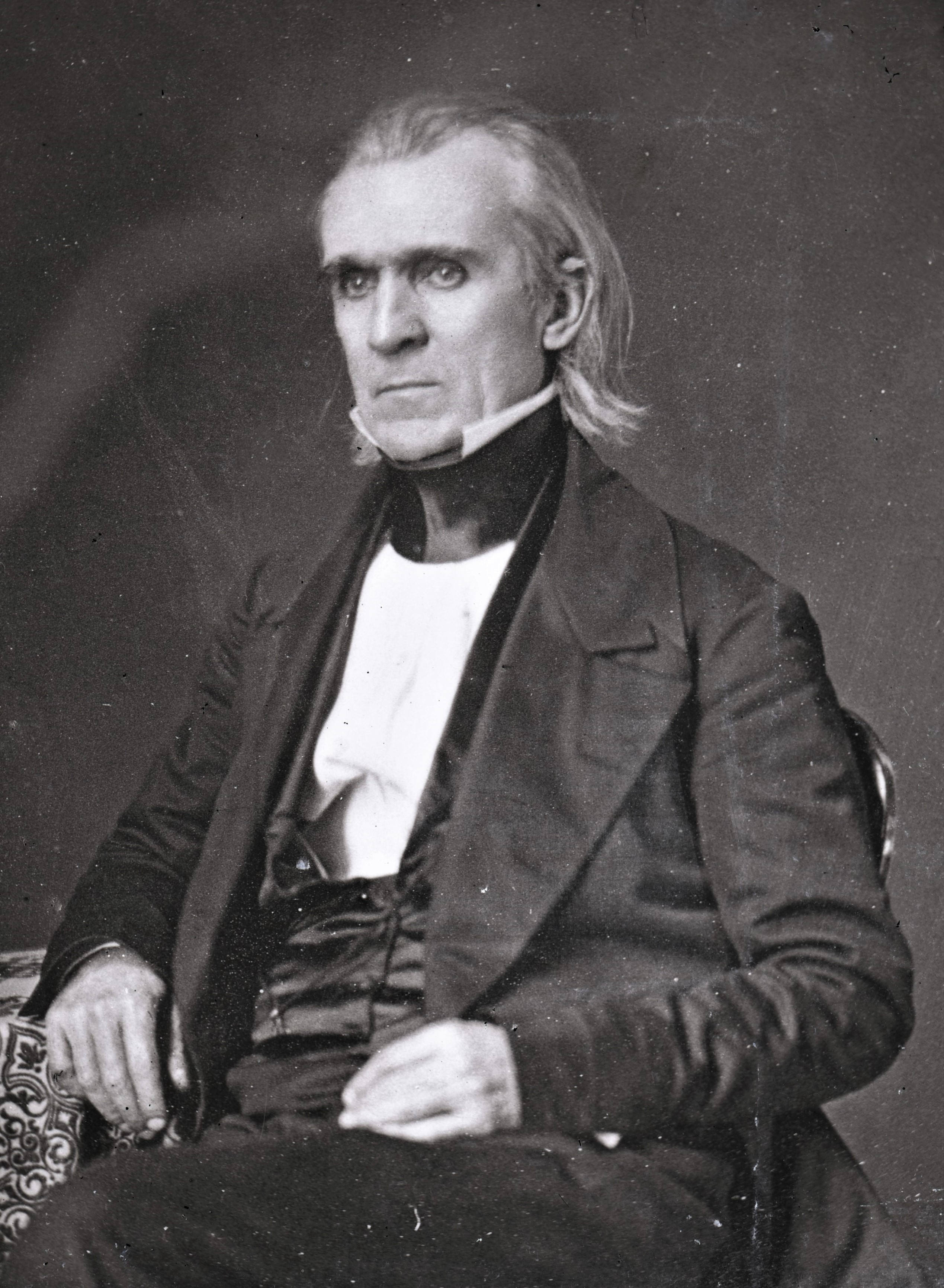
پولک در حدود سال ۱۸۴۹

پولک با احترام به تعهد خود برای خدمت تنها یک دوره، از انتخاب مجدد خودداری کرد. در کنوانسیون ملی دموکرات‌ها در سال ۱۸۴۸، لوئیس کاس نامزد شد. کنوانسیون ملی ۱۸۴۸ ویگ، زکری تیلور را برای ریاست جمهوری و نماینده سابق کنگره، میلارد فیلمور از نیویورک را برای معاون رئیس‌جمهور نامزد کرد. مارتین ون بیورن رهبری یک گروه جدا شده از خاک آزاد از دموکرات‌ها را بر عهده داشت. پولک از تغییر سیاسی متحد سابقش متعجب و ناامید شد و نگران تفرقه افکنی حزبی که وقف الغا شده بود، بود. پولک برای کاس سخنرانی نکرد و پشت میزش در کاخ سفید ماند. او برخی از حامیان ون بیورن را از دفتر فدرال در طول مبارزات انتخاباتی حذف کرد.
تیلور در انتخابات سه جانبه با تعدد آرای مردمی و اکثریت آرای الکترال پیروز شد. پولک از نتیجه ناامید شد زیرا او نظر کمی نسبت به تیلور داشت و ژنرال را فردی با قضاوت ضعیف و نظرات کمی در مورد موضوعات مهم عمومی می‌دید. با این وجود، پولک سنت را رعایت کرد و از تیلور رئیس‌جمهور منتخب در واشینگتن استقبال کرد و او را در یک شام جشن کاخ سفید میزبانی کرد. پولک در ۳ مارس کاخ سفید را ترک کرد و یک میز تمیز را پشت سر خود گذاشت، اگرچه او از هتل یا ساختمان کنگره برای قرارهای لحظه آخری و امضای صورتحساب کار می‌کرد. او در مراسم تحلیف تیلور در ۵ مارس شرکت کرد (۴ مارس، روز تحلیف ریاست جمهوری تا سال ۱۹۳۷، در یک روز یکشنبه بود، و بنابراین مراسم یک روز به تعویق افتاد)، و اگرچه از رئیس‌جمهور جدید تحت تأثیر قرار نگرفت، بهترین‌ها را برای او آرزو کرد.

## پس از ریاست جمهوری و مرگ (۱۸۴۹)

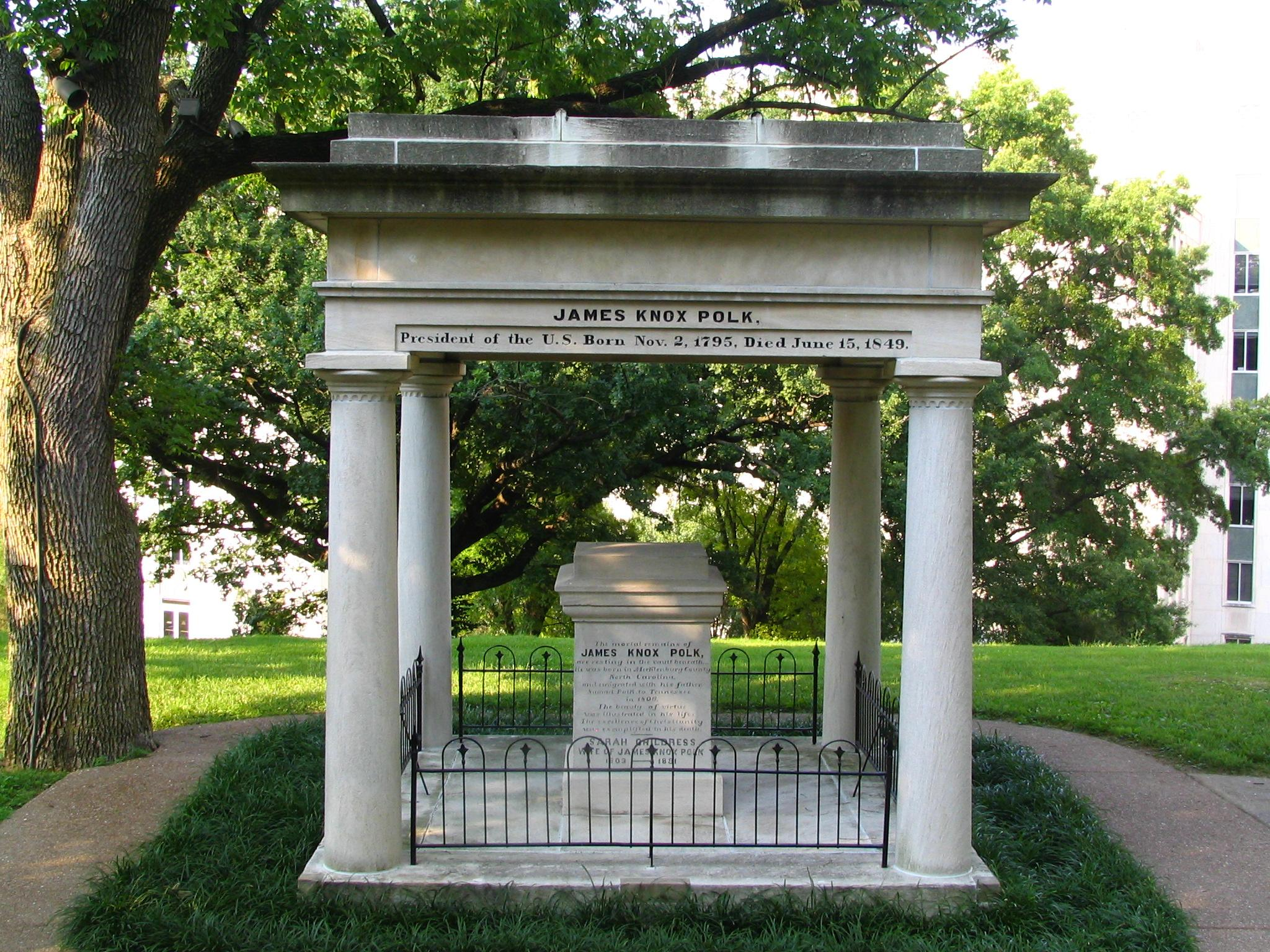
مقبره جیمز ناکس پولک در محوطه ساختمان کنگره ایالت تنسی قرار دارد

مدت حضور پولک در کاخ سفید بر سلامتی او تأثیر گذاشت. زمانی که پولک وارد دفتر شد، پر از شور و نشاط بود، و با سال‌های خدمت دولتی خسته، ریاست جمهوری را ترک کرد. او واشینگتن را در ۶ مارس برای یک تور پیروزمندانه از پیش تعیین شده در جنوب ایالات متحده ترک کرد تا در نشویل به پایان برسد. پولک دو سال پیش ترتیبی داده بود که خانه ای در آنجا بخرد، پس از آن پولک پلیس نامگذاری شد، که زمانی به مربی او، فلیکس گراندی تعلق داشت.
جیمز و سارا پولک به سمت پایین سواحل اقیانوس اطلس و سپس به سمت غرب از طریق جنوب عمیق پیشروی کردند. از او استقبال و ضیافت شد. زمانی که پولک‌ها به آلاباما رسیدند، او از سرماخوردگی شدید رنج می‌برد و به زودی با گزارش‌های مربوط به وبا نگران شد - مسافری در قایق رودخانه پولک در اثر آن جان باخت، و شایعه شده بود که در نیواورلئان رایج است، اما دیگر خیلی دیر شده بود. برای تغییر برنامه‌ها او که نگران سلامتی خود بود، به سرعت شهر را ترک می‌کرد، اما تحت تأثیر مهمان نوازی لوئیزیانا قرار گرفت. چند نفر از مسافران قایق رودخانه می‌سی‌سی‌پی بر اثر این بیماری جان خود را از دست دادند و پولک به قدری حالش بد شد که به مدت چهار روز به ساحل رفت و در یک هتل اقامت کرد. یک پزشک به او اطمینان داد که به وبا مبتلا نیست و پولک در ۲ آوریل به نشویل رسید و پذیرایی بزرگی داشت.

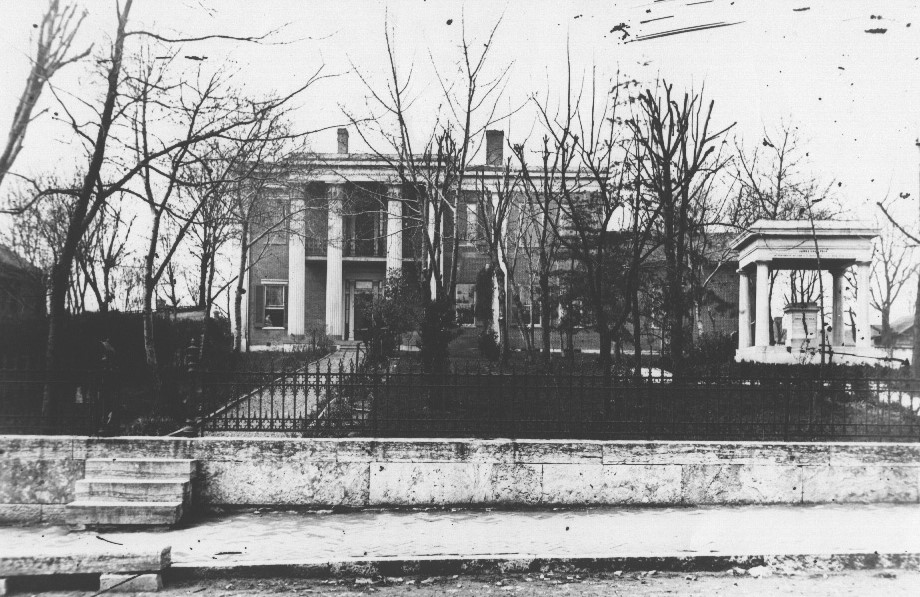
پولک پلیس، به‌طور خلاصه خانه جیمز پولک و خانه بیوه او

پس از ملاقات با مادر جیمز در کلمبیا، پولک‌ها در پولک پلیس مستقر شدند. رئیس‌جمهور سابق خسته به نظر می‌رسید زندگی جدیدی به دست می‌آورد، اما در اوایل ژوئن، بر اساس اکثر گزارش‌ها از وبا، دوباره بیمار شد. با حضور چند پزشک، او چند روز معطل ماند و تصمیم گرفت در کلیسای متدیست غسل تعمید یابد، کلیسایی که مدت‌هاست آن را تحسین می‌کرد، اگرچه مادرش به همراه روحانی پروتستان خود از کلمبیا آمد و همسرش نیز یک پروتستان متدین بود. در بعد از ظهر روز جمعه، ۱۵ ژوئن، پولک در خانه خود در پولک پلیس در نشویل، تنسی در سن ۵۳ سالگی درگذشت. طبق روایت‌های سنتی، آخرین کلمه او قبل از مرگ این بود: «دوستت دارم سارا، تا ابد، دوستت دارم.» بورنمن خاطرنشان کرد که چه گفته شود چه نباشد، هیچ چیز در زندگی پولک وجود نداشت که این احساس را نادرست کند.
تشییع جنازه پولک در کلیسای متدیست مک کندری در نشویل برگزار شد. پس از مرگ او، سارا پولک به مدت ۴۲ سال در پولک پلیس زندگی کرد و در ۱۴ اوت ۱۸۹۱ در سن ۸۷ سالگی درگذشت. خانه آنها، پولک پلیس، در سال ۱۹۰۱ تخریب شد.